# Списак епизода серије Династија (ТВ серија из 1981)
Династија америчка је телевизијска сапуница у ударном термину која је емитована од 12. јануара 1981. до 11. маја 1989. године на ABC-ју. Серија, твораца Естер и Ричарда Шапиро и продуцента Арона Спелинга, врти се око Карингтонових, богате породице која живи у Денверу. Главне улоге играју Џон Форсајт као нафтни магнат, Блејк Карингтон, Линда Еванс као његова нова супруга, Кристал, и касније Џоун Колинс као његова бивша супруга, Алексис.
Серију је ABC замислио да се такмичи са серијом у ударном термину, Далас, CBS-а. Рејтинзи прве сезоне серије нису били импресивни, али је побољшање друге сезоне укључивало долазак Колинсове као интригантне Алексис, када је је гледаност ушла међу првих 20. До јесени 1982, била је топ 10 серија, а до пролећа 1985, била је прва серија у Сједињеним Државама. Популарност серије је значајно опала током последње две сезоне, а на крају је отказана у пролеће 1989. године након девет сезона и 220 епизода. Дводелна мини-серија, Династија: Поново на окупу, емитована у октобру 1991. Рибут серија са новом глумачком поставом премијерно је емитована у октобру 2017. године на The CW-у.
Серија Династија броји 10 сезона и 224. епизоде.

## Преглед
| Сезона | Сезона   | Епизоде | Епизоде | Оригинално емитовање | Оригинално емитовање |
| Сезона | Сезона   | Епизоде | Епизоде | Премијера            | Финале               |
| ------ | -------- | ------- | ------- | -------------------- | -------------------- |
|        | 1.       | 15      | 15      | 12. јануар 1981.     | 20. април 1981.      |
|        | 2.       | 22      | 22      | 4. новембар 1981.    | 4. мај 1982.         |
|        | 3.       | 24      | 24      | 29. септембар 1982.  | 20. април 1983.      |
|        | 4.       | 27      | 27      | 28. септембар 1983.  | 9. мај 1984.         |
|        | 5.       | 29      | 29      | 26. септембар 1984.  | 15. мај 1985.        |
|        | 6.       | 31      | 31      | 25. септембар 1985.  | 21. мај 1986.        |
|        | 7.       | 28      | 28      | 24. септембар 1986.  | 6. мај 1987.         |
|        | 8.       | 22      | 22      | 23. септембар 1987.  | 30. март 1988.       |
|        | 9.       | 22      | 22      | 3. новембар 1988.    | 11. мај 1989.        |
|        | На окупу | 4       | 4       | 20. октобар 1991.    | 22. октобар 1991.    |

## Епизоде

### 1. сезона (1981)
| Бр. еп. (укупно) | Бр. еп. (у сезони) | Наслов                 | Редитељ           | Сценариста                                                             | Премијера         | Прод. код |
| --- | ------------------ | ---------------------- | ----------------- | ---------------------------------------------------------------------- | ----------------- | --------- |
| 1 | 1                  | "Нафта (1. део)"       | Ралф Сененски     | Ричард Шапиро и Естер Шапиро                                           | 12. јануар 1981.  | S-001     |
| Богати нафтни тајкун Блејк Карингтон и његова бивша тајница Кристал Џенингс треба да се венчају. Кристалин бивши дечко Метју Блајздел, који ради као геолог на једној од Блејкових нафтних бушотина на Блиском истоку годину и по дана, се вратио у Денвер и случајно налетео на њу. Обоје су почели да размишљају да ли је која искра остала од њихове раније везе, а Кристал је почела да се предомишља у вези свадбе. Блејкова деца Стивен и Фалон су се такође вратили у Денвер. Фалон није баш одушевљена због очеве изненадне женидбе, а између Блејка и Стивена је хладан однос.Прва појава Блејка Карингтона, Кристал Карингтон, Фалон Карингтон, Клаудије Блајздел, Стивена Карингтона, Џефа Колбија, Мајкла Кулхејна, Линдзи Блајздел, Волтера Ланкершима, Метјуа Блајздела и Џозефа Андерса. |                    |                        |                   |                                                                        |                   |           |
| 2 | 2                  | "Нафта (2. део)"       | Ралф Сененски     | Ричард Шапиро и Естер Шапиро                                           | 12. јануар 1981.  | S-001     |
| Метјуа је посетио стари друг и нафтаџија Волтер Ланкершим који му је тражио новац јер му је посао у кризи. Волтер је касније позајмио новац од Блејка за копање, али тек мора да почне са послом. Метју је отишао у посету својој супрузи Клаудији које је у болници годину и по дана, али је сазнао да је пуштена. Метју, Клаудија и њихова ћерка у пубертету Линдзи су одлучили да обнове свој породични живот. Блејк и Кристал су разговарали о својим несугласицама и почели су да спремају свадбу. Кад је Волтерова нафтна бушотина минирана, он је посумњао да иза тога стоји Блејк. |                    |                        |                   |                                                                        |                   |           |
| 3 | 3                  | "Нафта (3. део)"       | Ралф Сененски     | Ричард Шапиро и Естер Шапиро                                           | 12. јануар 1981.  | S-001     |
| Кад је Стивен напао Блејка око посла, Блејк је пукао и сукобио се са њим јер је он средиште његовог неодобравања педерске везе коју је Стивен имао у Новом Јорку. Блејка и Кристал су се коначно венчали у вили, а међу гостима су били и милионер Сесил Колби и његов братанац Џеф. Сесил је у нафтном послу као и Блејк, али је његово друштво "Колби" много веће него Блејков "Денвер−Карингтон". Док су Блејк и Кристал одлазили из виле после свадбе, Волтер је стигао и оптужио Блејка за минирање. Кад је Метју стао на Волтерову страну у свађи, Блејк му је дао отказ.Прва појава Сесила Колбија. |                    |                        |                   |                                                                        |                   |           |
| 4 | 4                  | "Медени месец"         | Роберт К. Томпсон | Синопсис: Честер Крумхолц Сценарио: Едвард Де Бласио и Честер Крумхолц | 19. јануар 1981.  | S-002     |
| Блејк и Кристал су нагло окончали свој медени месец да би Блејк могао да се посвети кризи на послу. Волтер је изгладио своје тешкоће са радницима на бушотини па је запослио Метјуа и Стивена што се Блејку није свидело. Кристал има тешкоћа са прилагођавањем на живот као Карингтонка поготово због изазова у виду гордог настојника Џозефа. Метју и Клаудија такође имају тешкоћа у свом новом животу. Сесил и Фалон воде своје преговоре. Сесил је вољан да помогне Блејку око тешкоћа ако се Фалон уда за Џефа. |                    |                        |                   |                                                                        |                   |           |
| 5 | 5                  | "Пријем"               | Дон Медфорд       | Честер Крумхолц                                                        | 26. јануар 1981.  | S-003     |
| Блејк се извинио Волтеру и Метјуу и замолио је Метјуа да се врати на стари посао. Такође их је позвао на пријем у вили током ког су се Стивен и Клаудија упознали и одмах почели да се слажу. Метју је рекао Кристал да је и даље воли што је Фалон начула, а Сесил и Фалон су почели да остварују своје планове кад је Фалон почела да мува Џефа. |                    |                        |                   |                                                                        |                   |           |
| 6 | 6                  | "Фалонина удаја"       | Филип Ликок       | Синопсис: Ричард Шапиро Сценарио: Едвард Де Бласио и Норман Кратков    | 2. фебруар 1981.  | S-004     |
| Сесил је помогао Блејку око новчаних тешкоћа. Џеф и Фалон су се венчали у Лас Вегасу. Блејков возач Мајкл Кулхејн, који је спавао са Фалон, је постао мало љубоморан кад га је она одбила. Блејк је послао Мајкла на тајни задатак за "Денвер−Карингтон". Стивена је посетио бивши дечко Тед Динард из Новог Јорка. |                    |                        |                   |                                                                        |                   |           |
| 7 | 7                  | "Возач открива тајну"  | Ралф Сененски     | Едвард Де Бласио                                                       | 16. фебруар 1981. | S-005     |
| Мајкл је сазнао за Сесилов договор са Фалон па је рекао Блејку. Метјуова ћерка Линдзи је срела једног дечака у школи који јој је рекао да ће бити луда к'о њена мајка. Стивен и Клаудија су се пољубили. |                    |                        |                   |                                                                        |                   |           |
| 8 | 8                  | "Јавна кућа"           | Филип Ликок       | Едвард Де Бласио                                                       | 23. фебруар 1981. | S-006     |
| Како су Стивена против-педерски настројени сарадници почели да малтретирају на послу, Волтер је одлучио да га одведе у јавну кућу да "направи човека од њега". Док Блејк покушава да спасе посао стављајући кључну имовину на Кристалино име, Кристал је заложила скупу огрлицу како би помогла Метјуу. |                    |                        |                   |                                                                        |                   |           |
| 9 | 9                  | "Кристалина лаж"       | Дон Медфорд       | Едвард Де Бласио                                                       | 2. март 1981.     | S-007     |
| Док Блејк бесно покушава да сазна ко је помогао Метјуу, Метју је открио да му је једног од радника Блејк потплатио да минира посао па је оптужио Стивена. Блејк је побеснео кад је нашао Кристалине таблете за контрацепцију. |                    |                        |                   |                                                                        |                   |           |
| 10 | 10                 | "Огрлица"              | Филип Ликок       | Едвард Де Бласио                                                       | 2. март 1981.     | S-008     |
| Мајкл је рекао Фалон да је Кристал продала смарагдну огрлицу и новац дала Метјуу. Клаудија је упознала неког младића у кафани где долазе слободни, али се предомислила и позвала Стивена да дође по њу па су пворели ноћ заједно. |                    |                        |                   |                                                                        |                   |           |
| 11 | 11                 | "Батине"               | Дон Медфорд       | Едвард Де Бласио                                                       | 9. март 1981.     | S-009     |
| Стивен је донео одлуку да је време за промене па се иселио из виле и рекао Блејку да ће почети да ради за "Денвер−Карингтон". Линдзи је сазнала да јој је мајка спавала са Стивеном, а Блејк је наредио да истуку Мајкла кад је сазнао да је спавао са Фалон. |                    |                        |                   |                                                                        |                   |           |
| 12 | 12                 | "Рођенданска прослава" | Барт Бринкерхоф   | Едвард Де Бласио и Ричард Шапиро                                       | 16. март 1981.    | S-010     |
| Мајкл је рекао Блејку да је Кристал заложила своју огрлицу и новац дала Метјуу. Џеф се толико разбеснео кад је сазнао за стричев договор са Фалон да је пијан напраиво испад на Сесиловом рођендану у присуству његове нове девојке. |                    |                        |                   |                                                                        |                   |           |
| 13 | 13                 | "Раскид"               | Габријел Бомонт   | Едвард Де Бласио                                                       | 23. март 1981.    | S-011     |
| Тед је дошао у град и састао се састао се са Клаудијом да поразговарају о Стивену. Како јој је било доста Блејкових смицалица, Кристал је отишла. Стивен је донео одлуку да раскине са Тедом, али га је Тед пратио до виле Карингтонових где је њихов опроштајни загрљај довео до катастрофе. |                    |                        |                   |                                                                        |                   |           |
| 14 | 14                 | "Блејк иде у затвор"   | Дон Медфорд       | Едвард Де Бласио                                                       | 13. април 1981.   | S-012     |
| Кристал се вратила да буде подршка Блејку кад су га ухапсили због убиства Теда Динарда. Кад је тужилац Џејк Данам тражио осуду за убиство, Фалон је посведочила да се Тед саплео и пао. Стивен је после ње сведочио и оптужио је да је лагала. |                    |                        |                   |                                                                        |                   |           |
| 15 | 15                 | "Исказ"                | Дон Медфорд       | Едвард Де Бласио                                                       | 20. април 1981.   | S-013     |
| У вили су прорадили осећаји због Стивеновог исказа. Кад је Клаудија позвана да сведочи и била присиљена да открије своју прељубу са Стивеном, бесни Метју је напао Блејка. Клаудија је спремила своје ствари и отишла са Линдзи. На путу су доживеле саобраћајну несрећу. На суду је Џејк позвао нову сведокињу после чега је ушла једна тајанствена жена са белим шеширом и велом. Фалон је препознала ту жену као совју мајку.Прва појава Алексис Карингтон. Последња појава Линдзи Блајздел и Волтера Ланкершима. Последња стална појава Мајкла Кулхејна и Метјуа Блајздела. |                    |                        |                   |                                                                        |                   |           |

### 2. сезона (1981−82)
| Бр. еп. (укупно) | Бр. еп. (у сезони) | Наслов                          | Редитељ                       | Сценариста                                                               | Премијера          | Прод. код | Гледаност у САД-у (милиони) |
| --- | ------------------ | ------------------------------- | ----------------------------- | ------------------------------------------------------------------------ | ------------------ | --------- | --------------------------- |
| 16 | 1                  | "Долази Алексис"                | Габријел Бомонт               | Синопсис: Едвард Де Бласио Сценарио: Ајлин и Роберт Мејсон Полок         | 4. новембар 1981.  | S-014     | TBA                         |
| Блејкова бивша супруга Алексис је дала исказ на суђењу за убиство чиме је доказала да он зна да буде и насилан човек. Клаудија се пробудила у болници и открила да је Метју отишао са Линдзи. |                    |                                 |                               |                                                                          |                    |           |                             |
| 17 | 2                  | "Пресуда"                       | Габријел Бомонт               | Синопсис: Едвард Де Бласио Сценарио: Ајлин и Роберт Мејсон Полок         | 11. новембар 1981. | S-015     | 22.70                       |
| Блејк је осуђен на две године условно. Алексисино право лице се показало кад се уселила у свој стари атеље на Блејковом имању, а њихова мржња једно према другом је постала очигледна. Напетости су расле кад је Блејк покушао да разговара са Стивеном. Кристал је открила да је трудна. |                    |                                 |                               |                                                                          |                    |           |                             |
| 18 | 3                  | "Алексисина тајна"              | Ричард Кинон                  | Синопсис: Едвард Де Бласио Сценарио: Ајлин и Роберт Мејсон Полок         | 18. новембар 1981. | S-016     | TBA                         |
| Кад је Клаудија пуштена из болнице, она је покушала да се убије. Њу је спасио Блејков друг др. Ник Тоскани, који гаји тајну освету против Блејка. Фалон и Џеф су одлучили да пораде на детету, а Алексис је признала Стивену да Блејк није Фалонин рођени отац.Прва појава др. Николаса Тосканија. |                    |                                 |                               |                                                                          |                    |           |                             |
| 19 | 4                  | "Фалонин отац"                  | Боб Свини                     | Синопсис: Ман Рубин Сценарио: Ајлин и Роберт Мејсон Полок                | 25. новембар 1981. | S-017     | 20.90                       |
| Алексис је суочила Блејка са податком да он у ствари није Фалонин отац, али је он то чуо раније па није поверовао. Алексис га је притисла да се помири са Стивеном. Блејк је такође открио да његови сарадници не воле пословање са човеком оптуженим за убиство и да је Сесил Колби склопио један посао а да се није посаветовао са њим. Алексис је откирла Сесилу да је Фалонин отац. У међувремену, Стивену је дијагностиковано могуће оштећење мозга пошто је пијан упао у базен пред кућом.                        |                    |                                 |                               |                                                                          |                    |           |                             |
| 20 | 5                  | "Помирење"                      | Џером Куртленд                | Синопсис: Едвард Де Бласио Сценарио: Ајлин и Роберт Мејсон Полок         | 2. децембар 1981.  | S-018     | TBA                         |
| Док се Стивен опоравља кући, он и Блејк су се помирили. Кристал је бивши зет, иначе ауто-тркач, Френк Дин послао своју поћерку да буде са њом. Алексис је унајмила личног истражитеља да открије Кристалину прошлост, а Сесил је притисао Блејка да отплати дуг од 9 милиона.Прва појава Саманте Џозефин Дин. |                    |                                 |                               |                                                                          |                    |           |                             |
| 21 | 6                  | "Живео Лас Вегас"               | Алф Кџелин                    | Синопсис: Едвард Де Бласио Сценарио: Ајлин и Роберт Мејсон Полок         | 9. децембар 1981.  | S-019     | TBA                         |
| Како би отплатио дуг, Блејк је отишао у Лас Вегас и позајмио новац од мафијаша Логана Рајнвуда. Семи Џо се одомаћила у Стивеновом загрљају, али је он Клаудију запросио. Фалон и Ник су пронашли љубав једно у другом. Док је била на гађању, Алексис је приетила Кристал на коњу. Чувши пуцањ са предумишљајем, преплашени коњ је збацио Кристал на земљу па је она хитно одведена у болницу због страха да не изгуби дете.                                                                                            |                    |                                 |                               |                                                                          |                    |           |                             |
| 22 | 7                  | "Побачај"                       | Ирвинг Џ. Мур                 | Синопсис: Едвард Де Бласио Сценарио: Ајлин и Роберт Мејсон Полок         | 16. децембар 1981. | S-020     | TBA                         |
| Кристал је остала слмољена кад је сазнала да је не само изгубила дете, него ни да више деце неће моћи да има. Џеф је дао отказ у друштву свог стрица Сесила и прешао да ради у "Денвер−Карингтону", а Фалон је наставила своју прељубу са Ником. Иако су Стивен и Семи Џо били сами у његовој викендици, он је ипак још једном запросио Клаудију. Она је одбила рекавши да и даље воли свог супруга који ју је напустио. Блејк је сазнао за још невоља на бушотинама на Блиском истоку од свог заступника Ендруа Лерда. |                    |                                 |                               |                                                                          |                    |           |                             |
| 23 | 8                  | "Блискоисточни састанак"        | Габријел Бомонт               | Синопсис: Елизабет и Ричард Вилсон Сценарио: Ајлин и Роберт Мејсон Полок | 6. јануар 1982.    | S-021     | TBA                         |
| Блејк и Џеф су отпутоваил на Блиски исток како би се састали са Рашидом Ахмедом и потражили његову помоћ око пуштања њихових танкера. У међувремену, Алексис је отпутовала у Рим како би се нашла са својим љубавником Ахмедом под изговором да помогне Блејку. Фалон је открила да је трудна па размишља да побаци, а Џефу је тражила развод. Он је пристао, али само ако задржи дете. Фалон је признала Нику да га воли. Алексис је убедила Блејка да дође у Рим под лажним изговором.                                |                    |                                 |                               |                                                                          |                    |           |                             |
| 24 | 9                  | "Психијатар"                    | Ирвинг Џ. Мур                 | Синопсис: Сајмон Винселберг Сценарио: Ајлин и Роберт Мејсон Полок        | 13. јануар 1982.   | S-022     | TBA                         |
| Док је путовао у Рим, Блејк је поново звао потиштену Кристал и поново покушао да је наговори да оде код психијатра Ника Тосканија. Због љубоморе према Кристал, Фалон је рекла Џефу да је њихов брак био пословни договор по ком је Блејк требало да има користи, а она је остала трудна само да би била конкуренција Кристал. Кристал је постала сломљена због слика Блејка и Алексис у Риму које би могле да имају двосмислено значење. Ник се састао са Кристал, а убрзо су се страст распламсала.                   |                    |                                 |                               |                                                                          |                    |           |                             |
| 25 | 10                 | "Семи Џо и Стивен се венчавају" | Џером Куртленд                | Синопсис: Едвард Де Бласио Сценарио: Ајлин и Роберт Мејсон Полок         | 20. јануар 1982.   | S-023     | 19.40                       |
| Кристал је одбила Ника да спава са њом, а Ник је признао да је воли. Она му је рекла да неће да превари супруга. Блејк се вратио и објаснио да то на сликама није као што изгледа. Стивен се оженио Семи Џо и одлучио је да буде ауто-тркач. |                    |                                 |                               |                                                                          |                    |           |                             |
| 26 | 11                 | "Прасак кола"                   | Ирвинг Џ. Мур                 | Синопсис: Едвард Де Бласио Сценарио: Ајлин и Роберт Мејсон Полок         | 27. јануар 1982.   | S-024     | 20.30                       |
| Кад су се Стивен и Семи Џо вратили кући, свим су рекли да су се венчали сем Блејку. Алексис је кренула да кује план како би уверила Кристал да се у Риму десила прељуба. Ник је убеђивао Кристал да остави Блејка. Да све буде још горе, Рајнвудов представник Реј Бонинг се умешао у све. Кад су блејка гађали направом из кола у покрету, он је остао слеп. |                    |                                 |                               |                                                                          |                    |           |                             |
| 27 | 12                 | "Блејково слепило"              | Џеф Блекнер                   | Синопсис: Лорејн Деспрес Сценарио: Ајлин и Роберт Мејсон Полок           | 3. фебруар 1982.   | S-025     | TBA                         |
| Убеђен да Реј стоји иза напада, Блејк је почео да кује план како би се осветио. Кристал је одлучила да сачека да Блејку буде боље па да му каже за планове за развод. Фалон је рекла Алексис за везу са Ником и шта осећа према њему. Алексис јој је обећала да ће избацити Кристал из њихових живота. |                    |                                 |                               |                                                                          |                    |           |                             |
| 28 | 13                 | "Рочиште"                       | Боб Свини                     | Синопсис: Сајмон Винселберг Сценарио: Ајлин и Роберт Мејсон Полок        | 10. фебруар 1982.  | S-026     | 20.90                       |
| После малог истраживања, Блејк је открио да је Ников брат Ђани радио за "Денвер−Карингтон", али да је погинуо током блискоисточних тешкоћа. Фалон је рекла Алексис да неће да јој помогне око Кристал. Неко је послао непотписано писмо Блејку да је Кристал са Ником. Блејку се вратио вид, али то нико не зна сем Џозефа. |                    |                                 |                               |                                                                          |                    |           |                             |
| 29 | 14                 | "Синдром Јага"                  | Џером Куртленд и Алф Кџелин   | Синопсис: Сајмон Винселберг Сценарио: Ајлин и Роберт Мејсон Полок        | 17. фебруар 1982.  | S-027     | 21.70                       |
| Блејк се прави да му се вид није још вратио и разговарао је са Ником о смрти његовог брата. Кристал је раскрстила са Ником и одлучила је да оде из Денвера, али ју је Блејк убедио да остане. Семи Џо је почела да користи то што је у браку са једним Карингтоном па је почела да се понаша као спонзоруша. |                    |                                 |                               |                                                                          |                    |           |                             |
| 30 | 15                 | "Пријем"                        | Гвен Арнер                    | Синопсис: Едвард Де Бласио Сценарио: Ајлин и Роберт Мејсон Полок         | 24. фебруар 1982.  | S-028     | TBA                         |
| Блејк је коначно рекао свима да му се вид вратио. Током пријема на ком се славио брак Стивена и Семи Џо, Семи Џо се напила и обрукала целу породицу Карингтон. Истина о томе да је Сесил Фалонин рођени отац је откривена. После тога су Алексис и Фалон имале удес због ког је Фалон остала у несвести. |                    |                                 |                               |                                                                          |                    |           |                             |
| 31 | 16                 | "Дете"                          | Џером Куртленд                | Синопсис: Едвард Де Бласио Сценарио: Ајлин и Роберт Мејсон Полок         | 3. март 1982.      | S-029     | 21.80                       |
| У болници је Фалон родила сина који је толико ситан рођен да су му изгледи за преживљавање били климави. Клаудија је спавала са Џефом да би му украла кључ Блејкове пословнице. У међувремену, Семи Џо је оставила Стивена. Кад је Кристал открила истину о свом побачају, она се потукла са Алексис у њеном атељеу. |                    |                                 |                               |                                                                          |                    |           |                             |
| 32 | 17                 | "Мајка и син"                   | Лоренс Добкин                 | Синопсис: Едвард Де Бласио Сценарио: Ајлин и Роберт Мејсон Полок         | 10. март 1982.     | S-030     | 23.00                       |
| После операције се Фалонино дете опоравило, али су она и Џеф почели да се сукобљавају око старатељства. Џеф је открио да је Клаудија преносила податке Сесилу о "Денвер−Карингтону". |                    |                                 |                               |                                                                          |                    |           |                             |
| 33 | 18                 | "Пиштољ"                        | Филип Ликок                   | Синопсис: Едвард Де Бласио Сценарио: Ајлин и Роберт Мејсон Полок         | 24. март 1982.     | S-031     | 23.70                       |
| Блејк је преко испитивања крви открио да јесте Фалонин отац. Стивен је пратио Семи Џо у Холивуду где је открио да се бави манекенством у сумњивом студију. Клаудија је хтела да убије Сесила кад је открила да су Линдзи и Метју мртви, али је у рвању ње и Кристал пиштољ опалио. |                    |                                 |                               |                                                                          |                    |           |                             |
| 34 | 19                 | "Делић"                         | Ирвинг Џ. Мур и Едвард Лединг | Синопсис: Едвард Де Бласио Сценарио: Ајлин и Роберт Мејсон Полок         | 7. април 1982.     | S-032     | 21.00                       |
| Клаудија је рањена пиштољем, а полиција је посумњала да је Кристал хтела да је убије. Клаудија се није сећала догађаја кад се пробудила. Блејк се преко микрофона састао са Логаном Рајнвудом. |                    |                                 |                               |                                                                          |                    |           |                             |
| 35 | 20                 | "Потрес"                        | Филип Ликок                   | Синопсис: Данијел Кинг Бентон Сценарио: Ајлин и Роберт Мејсон Полок      | 14. април 1982.    | S-033     | TBA                         |
| Стивен је ухапшен због напада јер је истукао једног преваранта који је покушао да га уцени. Блејк је запретио Алексис кад је сазнао да је она имала везе са Кристалиним побачајем. |                    |                                 |                               |                                                                          |                    |           |                             |
| 36 | 21                 | "Две краљевкиње"                | Ирвинг Џ. Мур                 | Синопсис: Едвард Де Бласио Сценарио: Ајлин и Роберт Мејсон Полок         | 28. април 1982.    | S-034     | 21.40                       |
| Мали Блејк Колби је дошао кући из болнице за једно са Сузан, болничарком коју су запослили да га чува. Алексис је пристала да се уда за Сесила и почела је да спрема свадбу. Рашид Ахмед се вратио како би ушао у нове послове са Блејком. |                    |                                 |                               |                                                                          |                    |           |                             |
| 37 | 22                 | "Литица"                        | Џером Куртленд                | Синопсис: Едвард Де Бласио Сценарио: Ајлин и Роберт Мејсон Полок         | 5. мај 1982.       | S-035     | 22.70                       |
| Кад је Ник открио да је Блејк одговоран за смрт његовог брата, избила је велика туча. Блејк је се онесвестио и пао низ литицу где га је Ник оставио. Мали Блејк је отет, а Сесил је имао срчани удар док је водио љубав са Алексис ноћ пред свадбу.Последња појава др. Николаса Тосканија. |                    |                                 |                               |                                                                          |                    |           |                             |

### 3. сезона (1982−83)
| Бр. еп. (укупно) | Бр. еп. (у сезони) | Наслов                 | Редитељ        | Сценариста                                                                | Премијера          | Прод. код | Гледаност у САД-у (милиони) |
| --- | ------------------ | ---------------------- | -------------- | ------------------------------------------------------------------------- | ------------------ | --------- | --------------------------- |
| 38 | 1                  | "Изјава"               | Ирвинг Џ. Мур  | Синопсис: Едвард Де Бласио Сценарио: Ајлин и Роберт Мејсон Полок          | 27. октобар 1982.  | DY-036    | TBA                         |
| Кристал је пронашла Блејка у планинама. Сесил је примљен у болницу. Полиција је започела истрагу како би се пронашло дете. Блејк се обратио преко телевизије и понудио награду за проналажење малог Блејка. Алексис је поменула њиховог сина Адама који је отет као новорођенче. У Монтани, Мајклу Торенсу је бака на самрти рекла да је он у ствари Адам Карингтон.Прва појава Адама Карингтона. |                    |                        |                |                                                                           |                    |           |                             |
| 39 | 2                  | "Кров"                 | Гвен Арнер     | Синопсис: Едвард Де Бласио Сценарио: Ајлин и Роберт Мејсон Полок          | 3. новембар 1982.  | DY-037    | TBA                         |
| Мајкл је отишао у Денвер да сазна ко је. Алексис и Сесил су почели да праве свадбу у болници. Клаудија је нестала, а Блејк је посумњао да је она отела дете. |                    |                        |                |                                                                           |                    |           |                             |
| 40 | 3                  | "Свадба"               | Ирвинг Џ. Мур  | Синопсис: Џефри Лејн Сценарио: Ајлин и Роберт Мејсон Полок                | 10. новембар 1982. | DY-038    | 25.80                       |
| Дете је спашено од правог отмичара. Фалон је кренула да тражи посао, а Блејк јој је дао свој хотел "Ла Мирада". Она и Мајкл су се упознали не знајући да су можда брат и сестра. Мајкл је дошао код Блејка, али га је он отерао кад је рекао да је његов син. Сесил и Алексис су се венчали у болници.Последња појава Сесила Колбија. |                    |                        |                |                                                                           |                    |           |                             |
| 41 | 4                  | "Опорука"              | Гвен Арнер     | Синопсис: Кетрин Кокер Сценарио: Ајлин и Роберт Мејсон Полок              | 17. новембар 1982. | DY-039    | 19.60                       |
| Сесил је оставио све што има и друштво "Колби" Џефу и Алексис. Такође је открио игру са "Рајнвудом" Блејку током читања опоруке. Блејк је посумњао да је и Алексис умешана у то. Адам је пронашао Алексис и показао јој сребрну звечку коју је имао кад је био отет. |                    |                        |                |                                                                           |                    |           |                             |
| 42 | 5                  | "Род"                  | Ирвинг Џ. Мур  | Синопсис: Данијел Кинг Бентон Сценарио: Ајлин и Роберт Мејсон Полок       | 24. новембар 1982. | DY-040    | TBA                         |
| Алексис је дала свом новопронашлом давно-изгубљеном сину Адаму посао у друштву "Колби". Блејк је почео да верује да је Адам можда стварно његов прави син. Фалон и Адам су наставили да се мувају, не знајући да су род. Адам је био на вечери код Кристал и Блејка. Алексис је коначно упознала Кристалиног првог супруга Марка.Прва појава Семјуела Џенингса. |                    |                        |                |                                                                           |                    |           |                             |
| 43 | 6                  | "Maрк"                 | Филип Ликок    | Синопсис: Едвард Де Бласио Сценарио: Ајлин и Роберт Мејсон Полок          | 1. децембар 1982.  | DY-041    | TBA                         |
| Блејк покушава да се спријатељи са Адамом. Алексис је рекла Марку да је још увек ожењен Кристал. Марк је покушао да добије посао тениског тренера у Фалонином хотелу. Џеф се запослио у друштву "Колби". Џозеф жели да да отказ у вили како би могао да оде код своје ћерке Кирби у Француску јер има неке тешкоће. |                    |                        |                |                                                                           |                    |           |                             |
| 44 | 7                  | "Кирби"                | Ирвинг Џ. Мур  | Синопсис: Едвард Де Бласио Сценарио: Ајлин и Роберт Мејсон Полок          | 8. децембар 1982.  | DY-042    | TBA                         |
| Џозефова ћерка Кирби је дошла да живи код Карингтонових. Марк је добио посао у Фалонином хотелу. Блејк покушава да добије помоћ од конгресмена Нила МекВејна. Џефу и Адаму није лако да раде заједно. Адам се докопао отровне хемијске мешавине.Прва појава Кирби Андерс. |                    |                        |                |                                                                           |                    |           |                             |
| 45 | 8                  | "Ла Мираж"             | Ирвин Џ. Мур   | Синопсис: Стивен Блек и Хенри Стерн Сценарио: Ајлин и Роберт Мејсон Полок | 15. децембар 1982. | DY-043    | 21.30                       |
| Фалон је стигло писмо од Стивена који ради на нафтној бушотини у Индонезији. Адам је убацио отровну мешавину у фарбу за Џефову нову пословницу. Фалон је запослила Кирби као дадиљу за малог Блејка, а онда је направила велики пријем поводом отварања хотела који је преименовала у "Ла Мираж". Током пријема је Алексис спавала са Нилом МекВејном како би покушала да га одговори од помоћи Блејку. Марк је рекао Кристал да су још законски у браку. Адам се набацивао Кирби, а Џеф ју је извукао.                                                               |                    |                        |                |                                                                           |                    |           |                             |
| 46 | 9                  | "Акапулко"             | Филип Ликок    | Синопсис: Ли Маркус Сценарио: Ајлин и Роберт Мејсон Полок                 | 22. децембар 1982. | DY-044    | TBA                         |
| Џефа су почеле да хватају вртоглавице и да се види утицај отровне боје. Џозеф је рекао Кирби да пусти Џефа. Кристал је отишла у Акапулко да види шта се стварно десило са хартијама за развод њеног брака са Марком, а Блејк је кренуо са њом. Нафтна бушотина на којој је Стивен радио је пукла. |                    |                        |                |                                                                           |                    |           |                             |
| 47 | 10                 | "Медаљон"              | Џером Куртленд | Синопсис: Дик Нелсон Сценарио: Ајлин и Роберт Мејсон Полок                | 29. децембар 1982. | DY-045    | 21.20                       |
| Породица је обавештена да је нафтна бушотина на којој је Стивен радио пукла. Блејк је отишао да га тражи са Алексис која се сама позвала. Отац Семи Џо Френк се вратио у Денвер да покупи њен део из Стивенове заоставштине. Марк је наставио да позива Кристал која покушава да га избаци из свог живота. |                    |                        |                |                                                                           |                    |           |                             |
| 48 | 11                 | "Потрага"              | Алф Кџелин     | Синопсис: Едвард Де Бласио Сценарио: Ајлин и Роберт Мејсон Полок          | 5. јануар 1983.    | DY-046    | TBA                         |
| Алексис и Блејк су наставили да траже Стивена по Индонезији, али су пронашли доказе да би могао да буде мртав. Блејк је одбио да поверује у то па је унајмио видовњака да помогне. Џеф се разболео због фарбе у својој пословници. Кирби је признала Џефу да га воли, али је он због тровања мислио да је она Фалон. Користећи стање у своју корист, Адам је натерао Кирби да спава са њим. Марк је платио Френку да напусти град. |                    |                        |                |                                                                           |                    |           |                             |
| 49 | 12                 | "Саманта"              | Боб Свини      | Синопсис: Едвард Де Бласио Сценарио: Ајлин и Роберт Мејсон Полок          | 12. јануар 1983.   | DY-047    | 22.90                       |
| Блејк је наставио своју потрагу за Стивеном, мада се нико други не нада више. Како би покушао да придобије Блејкову наклоност, Адам му је пружио подршку. Блејк је одбио да оде на помен који је Алексис направила за Стивена. Кад је Кристал одбила Марково набацивање, Алексис га је завела. Фалон се помирила са Кристал. Семи Џо се вратила у вилу Карингтонових са изненађењем: Стивеновим сином Денијем. |                    |                        |                |                                                                           |                    |           |                             |
| 50 | 13                 | "Дени"                 | Алф Кџелин     | Синопсис: Дик Нелсон Сценарио: Ајлин и Роберт Мејсон Полок                | 19. јануар 1983.   | TBA       | 21.80                       |
| Семи Џо хоће новац како би остала у Денверу иначе ће дати Денија на усвајање. Алексис је замолила Марка да остане јер јој треба па су започели везу. Блејк и Кристал су пристали да усвоје Денија, а Семи Џо је отишла у Њујорк како би се бавила манекенством. Алексис се томе успротивила па је понудила више новца Семи Џо за Денија, али није успела. Џефу се све више привиђа. Стивен се пробудио у Сингапуру и открио је да се опоравља од пластичне операције.                                                                                                 |                    |                        |                |                                                                           |                    |           |                             |
| 51 | 14                 | "Лудило"               | Ирвинг Џ. Мур  | Синопсис: Стивен Кендел Сценарио: Ајлин и Роберт Мејсон Полок             | 26. јануар 1983.   | DY-049    | 22.90                       |
| Џеф је постао све насилнији и насилнији због реаговања на отровна испарења у пословници. Он је видео Фалон како се мува са Марком па је постао љубоморан и покушао да је задави, али ју је Марк одбранио. Адам је покушао да нахушка Блејка и Џефа једног на другог како би задобио деонице "Денвер−Карингтона". Остао је присиљена да укључи Алексис у план и отровна испарења у Џефовој пословници. Кад је она обила да прихвати то, он ју је уценио запретивши јој да ће рећи свима да је она то смислила.                                                         |                    |                        |                |                                                                           |                    |           |                             |
| 52 | 15                 | "Два лета за Хаити"    | Џером Куртленд | Синопсис: Едвард Де Бласио Сценарио: Ајлин и Роберт Мејсон Полок          | 2. фебруар 1983.   | TBA       | 26.30                       |
| Блејк жели да му се објасни Џефово понашање. Фалон је одлетела на Хаити да се разведе од Џефа. Адам покушава да убеди Алексис да Џефов живот није у опасности. У свом збуњеном стању ума, Џеф је преписао своје гласачко место и деонице малог Блејка у "Денвер−Карингтону" Алексис што јој је дало моћ да управља Блејковим друштвом. На тенису са Марком, Џеф се онесвестио па је пребачен у болницу. Кристал сумња да Алексис зна нешто о Џефовој болести. |                    |                        |                |                                                                           |                    |           |                             |
| 53 | 16                 | "Огледало"             | Филип Ликок    | Синопсис: Едвард Де Бласио Сценарио: Ајлин и Роберт Мејсон Полок          | 16. фебруар 1983.  | DY-051    | TBA                         |
| Адам је одлучио да поново окречи Џефову пословницу, али овог пута да уништи штетне доказе. Марк је отишао за Фалон на Хаити и покушао је да је развесели. Стивену који и даље верује да је Бен Рејнолдс су скинути завоји па је по први пут видео своје ново лице. Алексис је добила већину гласова за удруживање "Денвер−Карингтона" и друштва "Колби". Блејк је открио да је Џеф отрован. |                    |                        |                |                                                                           |                    |           |                             |
| 54 | 17                 | "Борбени редови"       | Џером Куртленд | Синопсис: Дик Нелсон Сценарио: Ајлин и Роберт Мејсон Полок                | 23. фебруар 1983.  | DY-052    | 20.90                       |
| Блејк очајнички тражи начин да спречи Алексис да преузме "Денвер−Карингтон". Алексис жели да одведе Џефа у Швајцарску болницу, али се лекари и Блејк томе противе. Џеф се вратио у вилу Карингтонових, а Кирби му је поново признала да га воли. Фалон и Марк су се вратили са Хаитија. Семи Џо је пристала на Денијево усвајање. |                    |                        |                |                                                                           |                    |           |                             |
| 55 | 18                 | "Окупљање у Сингапуру" | Гвен Арнер     | Синопсис: Едвард Де Бласио Сценарио: Ајлин и Роберт Мејсон Полок          | 2. март 1983.      | DY-053    | TBA                         |
| Блејк је одлетео у Сингапур да види ко је преживели и препознао је синовљеве очи. Џеф се покајао због продаје деоница Алексис и хоће да му се врате. Адам је одвео Кирби на пословни пут, али ју је Џеф спасио од Адамових насртаја и запросио. Алексис је остала повређена кад је схватила да се Фалон свиђа Марк. |                    |                        |                |                                                                           |                    |           |                             |
| 56 | 19                 | "Очеви и синови"       | Џером Куртленд | Синопсис: Едвард Де Бласио Сценарио: Ајлин и Роберт Мејсон Полок          | 9. март 1983.      | DY-054    | 22.50                       |
| Стивен не би да се врати кући, али га је Блејк наговорио да се врати. Кад се вратио у Денвер, Стивен је упознао свог брата Адама и сина Денија. Џеф и Кирби су одлетели у Рено да се венчају. Марк и Фалон су одлучили да наставе своју везу. |                    |                        |                |                                                                           |                    |           |                             |
| 57 | 20                 | "Долази млада"         | Филип Ликок    | Синопсис: Дик Нелсон Сценарио: Ајлин и Роберт Мејсон Полок                | 16. март 1983.     | DY-055    | 25.20                       |
| Џозеф је бесан због Џефове и Кирбине свадбе, а и Алексис је забринута. Стивен је отишао у Њујорк да се нађе са Семи Џо и да је убеди да се врати у Денвер са њим, али је она одбила. Алексис хоће да се Адам спријатељи са својим братом Стивеном. |                    |                        |                |                                                                           |                    |           |                             |
| 58 | 21                 | "Гласање"              | Глин Р. Турман | Синопсис: Едвард Де Бласио Сценарио: Ајлин и Роберт Мејсон Полок          | 23. март 1983.     | DY-056    | 22.00                       |
| Алексис је присилила на удруживање друштва "Колби" и "Денвер−Карингтона" на састанку одбора. Блејк је пристао, али да би остао у одбору да може да надгледа Алексис. Стивен је унајмио заступника како би се развео од Семи Џо па је прихватио понуду за посао од Алексис. Кирби сумња да се Џеф и Фалон поново заљубљују. Алексис покушава да раздвоји Фалон и Марк и да уништи углед сенатору МекВејну који је поново помогао Блејку обустављајући удруживање. |                    |                        |                |                                                                           |                    |           |                             |
| 59 | 22                 | "Вечера"               | Филип Ликок    | Синопсис: Едвард Де Бласио Сценарио: Ајлин и Роберт Мејсон Полок          | 6. април 1983.     | DY-057    | 22.50                       |
| Кристал је направила вечеру како би измирила Блејка и Стивена. Алексис је полудела због тога па се побринула да Стивен не дође на вечеру. Кирби је навалила да се Џеф одсели из виле Карингтонових. Блејк је дошао до важне ствари у послу па држи кеца у рукаву против Алексис. Стивен је посетио Клаудију у болници. Фалон је остала повређена кад јој је Алексис рекла за своју везу са Марком. |                    |                        |                |                                                                           |                    |           |                             |
| 60 | 23                 | "Претња"               | Боб Свини      | Синопсис: Едвард Де Бласио Сценарио: Ајлин и Роберт Мејсон Полок          | 13. април 1983.    | DY-058    | 23.20                       |
| Семи Џо је притсала на развод и дала је старатељство над Денијем Стивену. Он је однео Денија кући, а његов заступник Крис Диган је открио да је педер. Фалон је рекла Алексис да би Кристал била боља мајка због чега је Алексис изазвала Кристал на тучу на језерцету. Блејк их је раздвојио, али се Кристал спремила и одеслила у "Ла Мираж". Кирби је трудна, а Алексис је запретила Џозефу да ће рећи Кирби истину о мајци. Каријера сенатора МекВејна је уништена због чланка који је објавила Алексис. Он је у очају кренуо да је дави, али ју је Блејк спасио. |                    |                        |                |                                                                           |                    |           |                             |
| 61 | 24                 | "Брвнара"              | Ирвинг Џ. Мур  | Синопсис: Едвард Де Бласио Сценарио: Ајлин и Роберт Мејсон Полок          | 20. април 1983.    | DY-059    | 27.30                       |
| Крис се уселио код Стивена, а Блејк је дошао док је он чувао Деније. Блејк се наљутио па је одлучио да се бори за старатељство над Денијем. Потресена Кирби је открила да је Адам отац њеног детета. Фалон је открила појединости Адамовог првог заступничког случаја, случаја тровања хемикалијама, и приметила је сличности са стањем са Џефом. Алексис је намамила Кристал у викендицу и понудила јој милион долара да остави Блејка. У међувремену, неко је подметнуо пожар у викендициа Алексис и Кристал су остале заробљене унутра.                            |                    |                        |                |                                                                           |                    |           |                             |

### 4. сезона (1983−84)
| Бр. еп. (укупно) | Бр. еп. (у сезони) | Наслов              | Редитељ              | Сценариста                                                                  | Премијера           | Прод. код | Гледаност у САД-у (милиони) |
| --- | ------------------ | ------------------- | -------------------- | --------------------------------------------------------------------------- | ------------------- | --------- | --------------------------- |
| 62 | 1                  | "Хапшење"           | Ирвинг Џ. Мур        | Синопсис: Едвард Де Бласио Сценарио: Ајлин и Роберт Мејсон Полок            | 28. септембар 1983. | DY-060    | 27.20                       |
| Марк Џенингс је спасио Алексис и Кристал да не изгоре у викендици. Полиција је пронашла неколико осумњичених, али су ухапсили Марка. Фалон је покушала да сазна више о Адамовом првом случају тровања, али је Адам свог лекара убедио да каже Фалон да је невин. Џеф води друштво "Колби" док Алексис није ту. Кад је сазнала да је Кристал изгубила дете због несреће на јахању, Кирби је узјахала дивљег коња и намерно изазвала несрећу. |                    |                     |                      |                                                                             |                     |           |                             |
| 63 | 2                  | "Викендица"         | Алф Кџелин           | Синопсис: Едвард Де Бласио Сценарио: Ајлин и Роберт Мејсон Полок            | 5. октобар 1983.    | DY-061    | 22.50                       |
| Марк је пуштен из притвора кад му је Блејк платио 100000 за јемство да би доказао Кристал да је поштен човек. После несреће, Кирби се поверила Кристал да дете није Џефово. Адам је покушао да убеди Стивена да раде заједно против Џефа, али није успео. Адам се одселио из Алексисиног поткровља јер је осећао да га не воли. У болници је неко покушао да убије Алексис. Џозеф се убио.Последња појава Џозефа Андерса. |                    |                     |                      |                                                                             |                     |           |                             |
| 64 | 3                  | "Порука"            | Џером Куртленд       | Синопсис: Едвард Де Бласио Сценарио: Ајлин и Роберт Мејсон Полок            | 19. октобар 1983.   | DY-062    | 25.00                       |
| После Џозефовог самоубиства, Блејк и Џеф су пронашли његову опроштајну поруку у којој је признао да је он запалио викендицу да би убио Алексис. Кирби је остала сломљена због очевог самоубиства па се поверила Кристал да је намерно изазвала несрећу јер је дете Адамово. Клаудија Блајздел је пуштена из болнице па је започела поново везу са Стивеном. Фалон је наставила своју истрагу око Адамовог првог случаја. Кад је Блејк видео да Стивенов пријатељ Крис који је педер живи са њим и Денијем, он је рекао Стивену да ће се борити за старатељство.                |                    |                     |                      |                                                                             |                     |           |                             |
| 65 | 4                  | "Рочиште (1. део)"  | Роберт Ширер         | Синопсис: Денис Тарнер Сценарио: Ајлин и Роберт Мејсон Полок                | 26. октобар 1983.   | DY-063    | 22.90                       |
| Кирби је навалила да јој Алексис каже која је права побуда за то што је њен отац покушао да је убије. У налету беса је покушала да задави Алексис. Адам се уселио у вилу Карингтонових и почео је да ради за Блејка. Клаудија је почела да ради са Фалон у "Ла Миражу". Стивен је пронашао једну социјалну радницу како му њушка по стану, а она је касније сведочила на рочишту око старатељства. Ту је и Алексис сведочила да је Блејк покушао да купи дете од Семи Џо и да је лош отац. Кристал је сведочила у вези Стивена, али је Блејк забранио да је унакрсно испитају. |                    |                     |                      |                                                                             |                     |           |                             |
| 66 | 5                  | "Рочиште (2. део)"  | Ирвин Џ. Мур         | Синопсис: Едвард Де Бласио Сценарио: Ајлин и Роберт Мејсон Полок            | 2. новембар 1983.   | DY-064    | 22.10                       |
| Алексис је дошла кући и затекла обијен стан. Фалон је сведочила о Стивеновом понашању. Фалон и Џеф су одлетели у Монтану како би добили податак у вези тровања и тамо су преноћили. Адама је Алексис упозорила. На сведочењу је Семи Џо изрежирала приче о Стивеновом педерлуку. Клаудија је банула Семи Џо у хотелску собу и опалила јој шамар због лагања. Клаудија је рекла Стивену да је смислила план како да задржи старатељство над сином. |                    |                     |                      |                                                                             |                     |           |                             |
| 67 | 6                  | "Нежни другови"     | Филип Ликок          | Синопсис: Едвард Де Бласио Сценарио: Ајлин и Роберт Мејсон Полок            | 9. новембар 1983.   | DY-065    | 23.80                       |
| Како би задржао старатељство над Денијем, Стивен и Клаудија су одлетели у Рено и венчали се. Кад је судија добио уверење да ће заједно одгајати дете, тужба је одбачена. У покушају да поврати Кристал, Блејк јој је понудио посао у Односима с' јавношћу "Денвер−Карингтона". Фалон и Џеф су истражили тровање у Монтани и остали су запањени кад су открили да се тужилац звао Мајкл Торенс − а то име је Адам користио пре доласка у Денвер. |                    |                     |                      |                                                                             |                     |           |                             |
| 68 | 7                  | "Трејси"            | Филип Ликок          | Синопсис: Едвард Де Бласио Сценарио: Ајлин и Роберт Мејсон Полок            | 16. новембар 1983.  | DY-066    | 20.60                       |
| Алексис је схватила да јој је Адам сместио Џефово тровање. Службеница у Односу с' јавношћу "Денвер−Карингтона" Трејси Кендал се разбеснела кад је Блејк дао посао који је она хтела Кристал. Марк је претерао кад је предложио Кристал да се помире и напао је кад је одбила.Прва појава Трејси Кендал. |                    |                     |                      |                                                                             |                     |           |                             |
| 69 | 8                  | "Декс"              | Лорејн Сена Ферара   | Синопсис: Денис Тарнер Сценарио: Ајлин и Роберт Мејсон Полок                | 23. новембар 1983.  | DY-067    | 21.30                       |
| Џеф је оптужио Алексис да га је отровала. У граду се појавио извесни Фарнсворт "Декс" Декстер који жели да уђе у посао и задовољство са Алексис.Прва појава Фарнсворта Декстера. |                    |                     |                      |                                                                             |                     |           |                             |
| 70 | 9                  | "Питер де Вилбис"   | Џером Куртленд       | Синопсис: Едвард Де Бласио Сценарио: Ајлин и Роберт Мејсон Полок            | 30. новембар 1983.  | DY-068    | 24.40                       |
| Пошто се Џеф вратио да ради за "Денвер−Карингтон", Кристал је кренула да се обрачуна са Алексис због опаски које је изнела у вези друштва. Фалон је упознала Питера де Вилбиса.Прва појава Питера де Вилбиса. |                    |                     |                      |                                                                             |                     |           |                             |
| 71 | 10                 | "Просидба"          | Кертис Харингтон     | Синопсис: Денис Тарнер Сценарио: Ајлин и Роберт Мејсон Полок                | 7. децембар 1983.   | DY-069    | 25.70                       |
| Декс је претекао Алексис око склапања новог пословног договора. Џеф је замало убио Адама због Кирбиног силовања. Блејк и Кристал су одлучили да се поново венчају. |                    |                     |                      |                                                                             |                     |           |                             |
| 72 | 11                 | "Велико вече"       | Филип Ликок          | Синопсис: Едвард Де Бласио Сценарио: Ајлин и Роберт Мејсон Полок            | 21. децембар 1983.  | DY-070    | 23.80                       |
| Кад је видео Фалон са Питером, Џеф се разбеснео. На пријему, Блејк је објавио да ће он и Кристал поново да се венчају. Због топле природе догађаја, Блејк и Стивен су одлучили да закопају ратне секире. |                    |                     |                      |                                                                             |                     |           |                             |
| 73 | 12                 | "Венчање"           | Ирвинг Џ. Мур        | Синопсис: Мајкл Раснов Сценарио: Ајлин и Роберт Мејсон Полок                | 28. децембар 1983.  | DY-071    | 26.00                       |
| Док се Блејк и Кристал спремају за другу свадбу, Трејси је почела да кује план да отме Кристал посао. Питер се изненада појавио у "Ла Миражу" и тражио Фалон, али му је за око запала Клаудија. |                    |                     |                      |                                                                             |                     |           |                             |
| 74 | 13                 | "Прстен"            | Кертис Харингтон     | Синопсис: Денис Тарнер Сценарио: Ајлин и Роберт Мејсон Полок                | 4. јануар 1984.     | DY-072    | 23.90                       |
| Преплашена због тајанственог странца, Клаудија је одлучила да би она, Стивен и Дени требало да се преселе у вилу Карингтонових. Трејси је наставила са својим сплеткама. Џеф и Кирби су се развели и тиме поставили темеље за везу ње и Адама. |                    |                     |                      |                                                                             |                     |           |                             |
| 75 | 14                 | "Ланселот"          | Ирвинг Џ. Мур        | Синопсис: Мајли Тагарт Сценарио: Ајлин и Роберт Мејсон Полок                | 11. јануар 1984.    | DY-073    | 25.70                       |
| Фалон је приметила не тако племениту Питерову особину. Трејси је сместила Кристал неуспех пред Блејком и одбором, а себи јунаштво. Клаудија је почела да прима чудне поруке. Кирби се срушила. |                    |                     |                      |                                                                             |                     |           |                             |
| 76 | 15                 | "Напад"             | Џорџ Стенфодрд Браун | Синопсис: Денис Тарнер Сценарио: Ајлин и Роберт Мејсон Полок                | 18. јануар 1984.    | DY-074    | 24.80                       |
| Кирби је почела да слаби са здрављем. Иако је запросио Фалон, Питер је наставио да мува Клаудију. |                    |                     |                      |                                                                             |                     |           |                             |
| 77 | 16                 | "Девојчица"         | Ирвин Џ. Мур         | Синопсис: Едвард Де Бласио Сценарио: Ајлин и Роберт Мејсон Полок            | 1. фебруар 1984.    | DY-075    | 25.40                       |
| Блејку није било свеједно кад је Фалон најавила да ће да се уда за Питера. Адам је коначно признао да је он стајао из Џефовог тровања. Кирбин и живот њеног нерођеног детета су у опасности. |                    |                     |                      |                                                                             |                     |           |                             |
| 78 | 17                 | "Несрећа"           | Џером Куртленд       | Синопсис: Присила Инглиш Сценарио: Ајлин и Роберт Мејсон Полок              | 22. фебруар 1984.   | DY-076    | 23.00                       |
| Клаудија је покушала да упозори Фалон на Питерово љубависање, али није наишла на разумевање. Трејси је кренула на крајње мере како би повредила Кристал. Кад је Питер изненада одлетео из Денвера, неутешну Фалон су ударила кола. |                    |                     |                      |                                                                             |                     |           |                             |
| 79 | 18                 | "Бдење"             | Филип Ликок          | Синопсис: Денис Тарнер и Мајкл Раснов Сценарио: Ајлин и Роберт Мејсон Полок | 29. фебруар 1984.   | DY-077    | 24.20                       |
| Док породица жури у болницу да буде са Фалон, Блејк је кренуо на задатак да ухвати Питера. МекВејн развија шаблон да уцењује Алексис. Адам и Кирби спремају свадбу.Последња појава Питера де Вилбиса. |                    |                     |                      |                                                                             |                     |           |                             |
| 80 | 19                 | "Кораци"            | Ирвинг Џ. Мур        | Синопсис: Денис Тарнер Сценарио: Ајлин и Роберт Мејсон Полок                | 7. март 1984.       | DY-078    | 25.90                       |
| Алексис се потпомогла јефтиним фазоном како би спречила свадбу Адама и Кирби. Клаудија је добила слику коју је Метју направио кад су се венчали па је наумила да иде у Перу где је он погинуо. |                    |                     |                      |                                                                             |                     |           |                             |
| 81 | 20                 | "Глас (1. део)"     | Џорџ Стенфорд Браун  | Синопсис: Едвард Де Бласио Сценарио: Ајлин и Роберт Мејсон Полок            | 14. март 1984.      | DY-079    | 24.60                       |
| Кад је открила да је трудна, Кристал је послала Трејси на пословни пут са Блејком. Клаудија се помирила са смрћу Метјуа и Линдзи. |                    |                     |                      |                                                                             |                     |           |                             |
| 82 | 21                 | "Глас (2. део)"     | Џером Куртленд       | Синопсис: Едвард Де Бласио Сценарио: Ајлин и Роберт Мејсон Полок            | 21. март 1984.      | DY-080    | 25.10                       |
| Алексис је почела да смишља план да уништи Блејков најновији прекоморски посао. Кад је Трејси опробала своје чари на Блејку, он јој је уместо повратних чари дао отказ. |                    |                     |                      |                                                                             |                     |           |                             |
| 83 | 22                 | "Глас (3. део)"     | Ирвинг Џ. Мур        | Синопсис: Едвард Де Бласио Сценарио: Ајлин и Роберт Мејсон Полок            | 28. март 1984.      | DY-081    | 25.20                       |
| Декс је побеснео на Алексис због њеног муљања са Рашидом Ахмедом. Кирби је наставила да открива истину о својим родитељима. Фалон је наставила да трпи последице од ударца колима. |                    |                     |                      |                                                                             |                     |           |                             |
| 84 | 23                 | "Рођендан"          | Ким Фридмен          | Синопсис: Сузан Милер Сценарио: Ајлин и Роберт Мејсон Полок                 | 4. април 1984.      | DY-082    | 23.60                       |
| Кристал је разговарала са Трејси. Фалон и Џеф су рекли породици да ће се поново венчати. Алексис се потресла кад је сазнала да је Кристал трудна. |                    |                     |                      |                                                                             |                     |           |                             |
| 85 | 24                 | "Признаница"        | Џером Куртленд       | Синопсис: Денис Тарнер Сценарио: Ајлин и Роберт Мејсон Полок                | 11. април 1984.     | DY-083    | 21.60                       |
| Кирбин покушај убиства Алексис није успео. Марк Џенингс је уценио Алексис за 100000 хиљада како би ћутао у вези њеног састанка са Рашидом Ахмедом у Хонг Конгу. |                    |                     |                      |                                                                             |                     |           |                             |
| 86 | 25                 | "Веридба"           | Ирвинг Џ. Мур        | Синопсис: Денис Тарнер Сценарио: Ајлин и Роберт Мејсон Полок                | 25. април 1984.     | DY-084    | 25.30                       |
| Алексис је сазнала да је Марк пронађен мртав испред њене зграде, а полиција није сигурна да ли је пао или га је неко гурнуо. Кристал је испитала Алексис о њеној "четвртој трудноћи".Последња појава Семјуела Џенингса. |                    |                     |                      |                                                                             |                     |           |                             |
| 87 | 26                 | "Нова дама у граду" | Џером Куртленд       | Синопсис: Едвард Де Бласио Сценарио: Ајлин и Роберт Мејсон Полок            | 2. мај 1984.        | DY-085    | 25.20                       |
| У граду се појавила тајаствена Доминик Деверо.Прва појава Доминик Деверо. |                    |                     |                      |                                                                             |                     |           |                             |
| 88 | 27                 | "Ружан сан"         | Ирвинг Џ. Мур        | Синопсис: Едвард Де Бласио Сценарио: Ајлин и Роберт Мејсон Полок            | 9. мај 1984.        | DY-086    | 25.70                       |
| Алексис је ухапшена због Марковог убиства. Док се спремала да се поново уда за Џефа, Фалон је имала још једну несносну главобољу па је излетела из куће и доживела трагичну саобраћајну несрећу.Последња појава Трејси Кендал. |                    |                     |                      |                                                                             |                     |           |                             |

### 5. сезона (1984−85)
| Бр. еп. (укупно) | Бр. еп. (у сезони) | Наслов               | Редитељ          | Сценариста                                                            | Премијера           | Прод. код | Гледаност у САД-у (милиони) |
| --- | ------------------ | -------------------- | ---------------- | --------------------------------------------------------------------- | ------------------- | --------- | --------------------------- |
| 89 | 1                  | "Нестанак"           | Ирвинг Џ. Мур    | Синопсис: Едвард Де Бласио Сценарио: Камил Марчета                    | 26. септембар 1984. | DY-087    | 22.20                       |
| Џеф је кренуо за Фалон и пронашао је њена кола слупана поред пута после судара са камионом, али Фалон није било. Алексис мора да прати милион долара јемства. Доминикин супруг Брејди Лојд је дошао у Денвер. Адам је одвезао Семи Џо у ваздушну луку, али га је она насанкала и одвела Денија.Прва појава Брејдија Лојда. |                    |                      |                  |                                                                       |                     |           |                             |
| 90 | 2                  | "Хипотека"           | Џером Куртленд   | Синопсис: Денис Тарнер Сценарио: Камил Марчета                        | 10. октобар 1984.   | DY-088    | 25.10                       |
| Блејк и Џеф су наставили потрагу за Фалон, а Доминик је први пут запевала у "Ла Миражу". У међувремену, Блејк је ставио вилу под хипотеку како би дошао до новца за стратегију опоравка "Денвер−Карингтона". Али Алексис је сазнала за његов план па је тајно дала новац како би имала предност над Блејком. |                    |                      |                  |                                                                       |                     |           |                             |
| 91 | 3                  | "Фалон"              | Гвен Арнер       | Синопсис: Едвард Де Бласио Сценарио: Камил Марчета                    | 17. октобар 1984.   | DY-089    | 26.10                       |
| Алексис је ухапшена јер је покушала да оде из земље, а Блејк је сазнао од Џефа да је Фалон погинула. |                    |                      |                  |                                                                       |                     |           |                             |
| 92 | 4                  | "Спас"               | Ирвинг Џ. Мур    | Синопсис: Денис Тарнер Сценарио: Камил Марчета                        | 24. октобар 1984.   | DY-090    | 26.30                       |
| Блејк је рекао Алексис и остатку породице да је Фалон погинула у ваздухопловној несрећи са Питером де Вилбисем. Одржана је Фалонина сахрана. Адам је пронашао Семи Џо, везао је, однео новорођенче Денија и вратио га његовом оцу Стивену. Доминик је рекла Блејку да имају истог оца. |                    |                      |                  |                                                                       |                     |           |                             |
| 93 | 5                  | "Суђење"             | Гвен Арнер       | Синопсис: Пол Саваж Сценарио: Камил Марчета                           | 31. октобар 1984.   | DY-091    | 24.90                       |
| Почело је суђење Алексис за убиство Марка Џенингса. Стивен је позван да сведочи против ње. |                    |                      |                  |                                                                       |                     |           |                             |
| 94 | 6                  | "Пресуда"            | Џером Куртленд   | Синопсис: Стивен и Елинор Карф Сценарио: Камил Марчета и Џоел Штајгер | 7. новембар 1984.   | DY-092    | 25.70                       |
| Стивен је посведочио да је видео Алексис на балкону са Марком оне ноћи кад је он погинуо. Порота је прогласила Алексис криву за убиство првог степена. |                    |                      |                  |                                                                       |                     |           |                             |
| 95 | 7                  | "Аманда"             | Ирвинг Џ. Мур    | Синопсис: Едвард Де Бласио Сценарио: Камил Марчета и Џоел Штајгер     | 14. новембар 1984.  | DY-093    | 23.50                       |
| У Денвер је дошла Аманда која је открила да је Алексисина ћерка. Декс и Адам су пронашли правог кривца који је стајао иза убиства Марка Џенингса.Прва појава Аманде Карингтон. |                    |                      |                  |                                                                       |                     |           |                             |
| 96 | 8                  | "Тајна"              | Џером Куртленд   | Синопсис: Денис Тарнер Сценарио: Камил Марчета                        | 21. новембар 1984.  | DY-094    | 24.30                       |
| Аманда је узнемирена јер Алексис неће да призна да је она њена ћерка па захтева да Алексис докаже да је воли тако што ће је отворено признати као ћерку. У нади да спере љагу са свог имена, Блејк је замолио Доминик да му помогне у да пронађе Рашида Ахмеда. Алексис је опростила Стивену што је сведочио против ње јер је схватила да је видео неког маскираног у њу. И Кристал и Клаудија осећају да им се супрузи одаљавају. Нови службеник Односа с' јавношћу друштва "Колби" Лук Фулер је почео да се занима за Стивена, а кад је Стивен поново ставио посао на прво месту уместо Клаудије, Клаудија је пристала да оде на вечеру са власником једног атељеа Дином Калдвелом. Џеф је упознао Никол Симпсон, која је у ствари отуђена удовица Питера де Вилбиса. Блејк је посумњао да је Амандин отац па је поразговарао са Алексис. |                    |                      |                  |                                                                       |                     |           |                             |
| 97 | 9                  | "Домаћа сплетка"     | Ирвинг Џ. Мур    | Синопсис: Едвард Де Бласио Сценарио: Камил Марчета и Џоел Штајгер     | 28. новембар 1984.  | DY-095    | 25.20                       |
| Блејк се распитује о томе ко је Амандин отац. Доминик и Адам су отишли у Истанбул да нађу Рашида Ахмеда. Блејка брине Џефово понашање. Де Вилбис је крио нешто од Никол, а она се питала да ли је Џеф сазнао за то преко Фалон. Алексисино настојање да скрије од Аманде ко јој је отац је оставило трага на Дексу. Адам је натерао Рашида Ахмеда на признање, али је Хамед погинуо током тога. Кристал, пошто није била сигурна да ли је Блејк хтео да убије Ахмеда, се посвађала са Блејком и пала низ степенице. |                    |                      |                  |                                                                       |                     |           |                             |
| 98 | 10                 | "Кристина"           | Џером Куртленд   | Синопсис: Вил Лорин Сценарио: Камил Марчета и Џоел Штајгер            | 5. децембар 1984.   | DY-096    | 25.30                       |
| Џеф је ухватио Никол како се распитује о Фалон. Клаудија се узнемирила кад је Алексис послала Стивена у Санта Барбару са Луком Фулером због друштва "Колби", а касније се љубила са Дином Калдвелом. Алексис и Декс су се поново посвађали због Блејка и Аманде. Аманда је мувала Декса. Џеф је открио да је Никол удовица Питера де Вилбиса. После пада низ степенице, Кристал је добила пре времена трудове и родила девојчицу којој су дали име Кристина. Касније је откривено да дете има тешкоће са дисањем. |                    |                      |                  |                                                                       |                     |           |                             |
| 99 | 11                 | "Рашчишћавање"       | Ирвинг Џ. Мур    | Синопсис: Денис Тарнер Сценарио: Камил Марчета и Џоел Штајгер         | 12. децембар 1984.  | DY-097    | 26.50                       |
| Џеф је сазнао да Никол тражи Питерову половину карте и да ју је он дао Фалон на чување. Блејк је обвећао Аманди да ће јој помоћи да открије ко јој је отац. Кад је Никол рекла Џефу да је Питер био са једном од љубавница у Сијетлу кад му је пао ваздухоплов, он ја почео да размишља да није можда она погинула у паду, а да је Фалон још увек жива. Аманда и Декс су спавали у брвнари на планини. Алексис је одлучила да се уда за Декса. |                    |                      |                  |                                                                       |                     |           |                             |
| 100 | 12                 | "Празнични дух"      | Кертис Харингтон | Синопсис: Едвард Де Бласио Сценарио: Камил Марчета и Сузан Баскин     | 19. децембар 1984.  | DY-098    | 25.90                       |
| Декс и Алексис су отишли у Лондон да се венчају. Блејк је откупио Алегра Кристал за Божић, а она му је дала Фалонин портрет. Клаудија је признала Стивену да га је преварила. Данијел Рис, човек од ког је Блејк купио Алегра је бивши дечко Кристалине сестре. Аманда је коначно сазнала да јој је Блејк Карингтон отац па су се њих двоје срећно повезали. Пошто је веровала да ће Блејк коначно да је призна као своју полусестру, Доминик се разбеснела кад је Блејк увео Аманду у породицу.Прва појава Данијела Риса. |                    |                      |                  |                                                                       |                     |           |                             |
| 101 | 13                 | "Осветница"          | Ирвинг Џ. Мур    | Синопсис: Денис Тарнер Сценарио: Камил Марчета и Сузан Баскин         | 2. јануар 1985.     | DY-099    | 26.20                       |
| Клаудија се иселила из виле Карингтонових. Алексис је понудила Доминик да купи њене деонице у "Денвер–Карингтону". Данијел је ургирао да Кристал започне свој посао са коњима. Кристал је открила Стивену да је Данијел отац Семи Џо. Џеф и Никол су пронашли Питерову половину карте у Фалонином трезору у "Ла Миражу". Блејк је постао љубоморан на новонасталу блискост Кристал и Данијела. Доминик је обавестила Блејка да ће га тужити јер је искористио део средстава које је уложила у "Денвер–Карингтон" како би отплатио хипотеку над кућом. Блејк је сазнао да му је отац имао срчани удар па се спрема да оде на Суматру да га посети. Доминик је рекла Блејку да иде са њим. |                    |                      |                  |                                                                       |                     |           |                             |
| 102 | 14                 | "Тестамент"          | Ненси Малон      | Синопсис: Норин Стоун Сценарио: Камил Марчета и Сузан Баскин          | 9. јануар 1985.     | DY-100    | 27.70                       |
| Како се Стивенов и Клаудијин брак ближио крају, Клаудија и Адам су почели да се зближавају. Кристал је коначно довела бебу Кристину из болнице кући. Џеф је наставио да мува Никола иако и даље мисли на Фалон. Блејк, Алексис и Доминик су отишли на Суматру да посете Блејковог оца Тома на самрти. Пре него што је умро, он је признао да је заиста Доминикин отац и оставио је све што има њима трома, али је Доминик поставио за извршитељку опоруке на Алексисин ужас. |                    |                      |                  |                                                                       |                     |           |                             |
| 103 | 15                 | "Благо"              | Кертис Харингтон | Синопсис: Стивен и Елинор Карф Сценарио: Камил Марчета и Сузан Баскин | 16. јануар 1985.    | DY-101    | 27.00                       |
| Џеф и Никол су отишли у Боливију да пронађу благо и пронашли су га, али од Фалон није било ни трага ни гласа, а пијани и узнемирени Џеф се оженио Никол. Пошто ју је коначно Блејк прихватио као сестру и званично увео у породицу Карингтон, Доминик је повукла тужбу против Блејка. Кристал је почела да ради на узгајивању коња уз Данијелову помоћ, али без Блејкове подршке. Стивен је последњи пут покушао да спасе брак, али се уместо тога посвађао са Клаудијом када ју је видео на вечери са Адамом. У међувремену, Алексис је узнемирена због Амандине привржености Блејку и прихватања Доминик као тетке. |                    |                      |                  |                                                                       |                     |           |                             |
| 104 | 16                 | "Спољни послови"     | Ким Фридмен      | Синопсис: Едвард Де Бласио Сценарио: Камил Марчета и Сузан Баскин     | 23. јануар 1985.    | DY-102    | 25.00                       |
| Наставак Блејкове љубоморе због Кристалиног и Данијеловог посла отерало је Кристал преко ивице. Кад су се вратили из Боливије, Џеф и Никол су рекли за свој брак. Кад је Адам изнео опаску о Стивеновом педерлуку, њих двојица су се потукли, а касније је Стивен рекао Луку да је спреман за везу. Кад је ухватила Декса како носи пијану Аманду у собу, Алексис је предложила Аманди да се пресели у вилу Карингтонових. Никола се тешко привикава на живот у вили Карингтонових јер сећање на Фалон Карингтон лебди око ње. Блејк је потражио помоћ леди Ешли Мичел у преговорима са Кинезима око својих нафтних бушотина на Јужнокинеском мору.Прва појава леди Ешли Мичел. |                    |                      |                  |                                                                       |                     |           |                             |
| 105 | 17                 | "Троуглови"          | Ирвинг Џ. Мур    | Синопсис: Денис Тарнер Сценарио: Камил Марчета и Сузан Баскин         | 30. јануар 1985.    | DY-103    | 27.00                       |
| Блејк је постигао договор са кинеском владом по ком ће моћи да буши на Јужнокинеском мору, али Алексис је одлучила да се докопа бушотина. Аманда се преселила из Алексисиног стана у вилу Карингтонових. Стивен је решио да раскине са Луком Фулером и рекао је Клаудији да жели да се помире. Алексис је покушала да преузме Доминикино друштво како би је натерала да јој преда својих 40% деоница у "Денвер−Карингтону" и положај извршитељке опоруке Тома Карингтона. Брејди је узрујан јер осећа да се Доминик окреће новој породици и удаљава од њега па јој је рекао да је са њиховим браком готово.Последња појава Брејдија Лојда. |                    |                      |                  |                                                                       |                     |           |                             |
| 106 | 18                 | "Бал"                | Џером Куртленд   | Синопсис: Џон Плешет Сценарио: Камил Марчета и Сузан Баскин           | 6. фебруар 1985.    | DY-104    | 25.90                       |
| Блејк, Алексис, Аманда и Декс су отпутовали у Акапулко на нафтни скуп, а Кристал се узнемирила кад је позвала Блејка у собу, а на телефон се јавила Алексис. Аманда је упознала краљевића Мајкла од Молдавије. Џеф је побеснео кад је затекао Никол како носи неку Фалонину стару одећу и накит. Адам осећа да га Блејк упорно изоставља из неких важних питања око "Денвер−Карингтона". Клаудија је рекла Стивену да је са њиховим браком готово. Данијел је пољубио Кристал након што је пала са коња.Прва појава краљевића Мајкла. |                    |                      |                  |                                                                       |                     |           |                             |
| 107 | 19                 | "Посредни докази"    | Кертис Харингтон | Синопсис: Едвард Де Бласио Сценарио: Камил Марчета и Доналд Р. Бојл   | 13. фебруар 1985.   | DY-105    | 23.40                       |
| После пољупца, Данијел је признао Кристал да ју је одувек волео, али му је она рекла да воли Блејка. Блејку и Кристал је неко послао слике по којима изгледа да варају једно друго, Кристал њега са Данијелом, а Блејк њу са леди Ешли Мичел. Никол је побеснела што мора да живи по Фалонином угледу па је сасула Џефу у ливе све о Фалониним бројним ранијим швалерисањима. После још једне свађе са Алексис, Декс је одлучио да се придружи Данијелу на још једном тајном задатку. Аманда је сазнала да је Мајкл верен. Алексис је купила 25% бушотина на Јужнокинеском мору које је Блејк ставио на продају. Клаудија је остала повређена кад је видела Стивена са Луком иако јој је он рекао да више неће имати никаквих спојева са Луком па се окренула Адаму за утеху. Блејк је напао Кристал у вези осећања према Данијелу.         |                    |                      |                  |                                                                       |                     |           |                             |
| 108 | 20                 | "Колапс"             | Џон Патерсон     | Синопсис: Доналд Р. Бојл Сценарио: Камил Марчета и Доналд Р. Бојл     | 20. фебруар 1985.   | DY-106    | 24.60                       |
| Алексис је сазнала да Доминик намерава да преузме друштво "Колби" као противнапад јер је она хтела да преузме њено друштво. Кристал је посумњала да је леди Ешли послала слике њој и Блејку. Алексис је остала затечена кад је сазнала да је Никол удовица Пиетра де Вилбиса. Брејди је послао Доминик хартије за развод брака, али је на крају одбио да прода своје деонице у Доминикином друштву Алексис и тако зауставио преузимање. Касније то вече се Доминик онесвестила док је певала славећи победу над Алексис. |                    |                      |                  |                                                                       |                     |           |                             |
| 109 | 21                 | "Живот и смрт"       | Ирвинг Џ. Мур    | Синопсис: Денис Тарнер Сценарио: Камил Марчета и Доналд Р. Бојл       | 27. фебруар 1985.   | DY-107    | 24.80                       |
| Доминик мора на операцију срца, а операција је успела. Алексис је открила да Џеф и Никол уопште нису били у браку и кад је то рекла Џефу, он је окончао све везе са Никол. Декс се вратио са свог тајног задатка у Парагвају оболео од Маларије. Пошто се упознао са Луком, Блејк је рекао Стивену да ће покушати да га прихвати таквог какав јесте, али је онда ургирао код Клаудије да да Стивену другу прилику. |                    |                      |                  |                                                                       |                     |           |                             |
| 110 | 22                 | "Пристанак родитеља" | Ким Фридмен      | Синопсис: Едвард Де Бласио Сценарио: Камил Марчета и Доналд Р. Бојл   | 6. март 1985.       | DY-108    | 24.00                       |
| Алексис је успела да убеди краља Галена да дозволи брак између Аманде и Мајкла. Кристал је напала Блејка због слике леди Ешли Мичел како љуби Блејка коју је примила. |                    |                      |                  |                                                                       |                     |           |                             |
| 111 | 23                 | "Фото завршница"     | Роберт Ширер     | Синопсис: Сузан Милер Сценарио: Камил Марчета и Доналд Р. Бојл        | 13. март 1985.      | DY-109    | 24.20                       |
| Открило се да је Семи Џо слала оптужујуће слике Кристал и Блејку. Краљевић Мајкл је запросио Аманду, али пре него што му је одговорила, она је питала Декса да ли има будућности за њих двоје. Семи Џо је упознала Риту, жену која невероватно личи на Кристал. Кристал је отишла из виле Карингтонових са Кристином пошто се посвађала са Блејком. |                    |                      |                  |                                                                       |                     |           |                             |
| 112 | 24                 | "Пад"                | Ирвинг Џ. Мур    | Синопсис: Денис Тарнер Сценарио: Камил Марчета                        | 20. март 1985.      | DY-110    | 22.60                       |
| Адам је убедио Клаудију да се разведе од Стивена. Алексис је рекла Луку да подржава његову везу са Стивеном. Доминик се вратила кући из болнице. Аманда и Мајкл су раскинули. Блејк и Данијел су имали ваздухопловну несрећу. |                    |                      |                  |                                                                       |                     |           |                             |
| 113 | 25                 | "Помирење"           | Ненси Малон      | Синопсис: Едвард де Бласио Сценарио: Камил Марчета                    | 27. март 1985.      | DY-111    | 23.10                       |
| Блејк и Данијел су преживели пад ваздухоплова и спасени су. Декс је био љубоморан кад је видео Алексис видно потресену због вести о Блејковом паду, а касније је она видела нежан тренутак између њега и Аманде. Алексис је замолила Блејка за помоћ око Амандине и веридбе краљевића Мајкла, али ју је из виле Карингтонових избацила Кристал. Блејк и Кристал су одлучили да наставе са пирпремама око своје свадбе. Кристал је рекла Данијелу да је Семи Џо његова ћерка. Адам је побеснео кад је чуо Блејка како говори да намерава да измени опоруку и по њој остави Џефу управу над "Денвер−Карингтоном". |                    |                      |                  |                                                                       |                     |           |                             |
| 114 | 26                 | "Семи Џо"            | Ирвинг Џ. Мур    | Синопсис: Денис Тарнер Сценарио: Камил Марчета и Сузан Баскин         | 3. април 1985.      | DY-112    | 23.10                       |
| Адам је минирао Џефу посао у "Денвер−Карингтону", а Клаудији је рекао да намерава да преузме друштво. Џеф је приметио Фалон на једној слици коју је направила леди Ешли. Семи Џо је упознала свог рођеног оца Данијела Риса. Данијел је потом отишао на тајни задатак у Либију, али је пре одласка заклео Кристал да брине о Семи Џо.Последња појава Данијела Риса. |                    |                      |                  |                                                                       |                     |           |                             |
| 115 | 27                 | "Отмица"             | Џером Куртленд   | Синопсис: Денис Тарнер Сценарио: Камил Марчета и Сузан Баскин         | 10. април 1985.     | DY-113    | 24.50                       |
| Алексис одбија да поверује да је Фалон можда жива. Аманда је на кратко отета пошто је била на модној ревији. Декс је примио трагичне вести. Са губитком памћења, Фалон преклиње полицију из ЛА да јој помогне. |                    |                      |                  |                                                                       |                     |           |                             |
| 116 | 28                 | "Наследница"         | Ирвинг Џ. Мур    | Синопсис: Едвард Де Бласио Сценарио: Камил Марчета и Сузан Баскин     | 8. мај 1985.        | DY-114    | 21.90                       |
| Кристал су растужиле вести о Данијеловој смрти. Алексис, Мајкл и Аманда су отишли у Молдавију да се спремају за велику свадбу и упознали су његову бившу љубав Елену, грофицу од Бране. Елена је учинила да изгледа као да Аманду Мајкл вара са њом. Гален жели да Алексис остави Декса због њега. Клаудија се разбеснела кад је сазнала да Блејк размишља да прода "Ла Мираж". Данијел је опоруком оставио свој салаш, "Делта Ро" и богатство Семи Џо, међутим, Кристал је именована за повереницу и има управу над тим. |                    |                      |                  |                                                                       |                     |           |                             |
| 117 | 29                 | "Краљевска свадба"   | Џером Куртленд   | Синопсис: Едвард Де Бласио Сценарио: Камил Марчета и Сузан Баскин     | 15. мај 1985.       | DY-115    | 25.90                       |
| Стивен је обећао Луку да ће са Денијем почети да живе заједно после свадбе. У међувремену, Клаудија и Адам изгледа као да су суђени једно другом. Семи Џо спрема освету Кристал и добила је необичну замисао кад је видела Риту како глуми Кристал. У Молдавији, Елена је признала Аманди да је лагала за прељубу са Мајклом. Цела породица се окупила да присуствује свадби Аманде и Мајкла. Док се пар спремао да каже судбоносно "Да", наоружани пучисти су упали у цркву и засули мецима све редом. У међувремену, једна жена је дошла у полицију Лос Анђелеса како би јој помогли да открије ко је: Фалон Карингтон.Последња појава леди Ешли Мичел. |                    |                      |                  |                                                                       |                     |           |                             |

### 6. сезона (1985−86)
| Бр. еп. (укупно) | Бр. еп. (у сезони) | Наслов                 | Редитељ        | Сценариста                                                         | Премијера           | Прод. код | Гледаност у САД-у (милиони) |
| --- | ------------------ | ---------------------- | -------------- | ------------------------------------------------------------------ | ------------------- | --------- | --------------------------- |
| 118 | 1                  | "Последице"            | Роберт Ширер   | Синопсис: Едвард Де Бласио Сценарио: Дајана Гулд                   | 25. септембар 1985. | DY-116    | 28.10                       |
| У нападу током Мајклове и Амандине свадбе погинули су леди Мичел и Лук. Алексис је нестала у току напада, а остатак званица је у међувремену узето за таоце у двору. Семи Џо је открила свој план Рити да замени Кристал како би се дочепала новца који јој је отац оставио. Фалон је у Лос Анђелесу упознала Мајлса Колбија. Мајклу је речено да му је отац погинуо, али кад је Кристал открила да то није истина, и њу су затворили у тамницу. |                    |                        |                |                                                                    |                     |           |                             |
| 119 | 2                  | "Повратак кући"        | Ким Фридмен    | Синопсис: Денис Тарнер Сценарио: Дајана Гулд                       | 2. октобар 1985.    | DY-117    | 23.40                       |
| Блејк је обезбедио Кристалино и Алексисино пуштање па су се сви вратили у Денвер на сахрану Луку Фулеру. Адам је притиснуо Клаудију да се уда за њега. Алексис је убеђена да је краљ Гален и даље жив. Семи Џо је упознала Ритиног дечка Џоела Абригора.Прва појава Џоела Абригора. |                    |                        |                |                                                                    |                     |           |                             |
| 120 | 3                  | "Калифорнијанци"       | Гвен Арнер     | Синопсис: Едвард Де Бласио Сценарио: Дајана Гулд                   | 9. октобар 1985.    | DY-118    | 22.50                       |
| Блејк је одлучио да уђе у посао са Џејсоном Колбијем, Џефовим отуђеним стрицем. Декс се разбеснео кад је Алексис поменула да би могао да оде на задатак да спаси краља Галена. Рита је отишла на пластичну операцију да би још више личила на Кристал. Како се Фалон и Мајлс све више зближавају, Џефа је позвала телефоном тетка Констанц и ургирала да дође у Калифорнију.Прва појава Џејсона Колбија и Констанц Колби. |                    |                        |                |                                                                    |                     |           |                             |
| 121 | 4                  | "Човек"                | Дон Медфорд    | Синопсис: Денис Тарнер Сценарио: Дајана Гулд и Скот М. Хамнер      | 16. октобар 1985.   | DY-119    | 20.60                       |
| Констанц је дала Џефу пола породичног посла у предузећу "Колби". Кристал је покушала да се помири са Семи Џо, а она је наставила са својим планом да Рита замени Кристал. Стање у Молдавији је наставило да затеже Амандин и Мајклов брак. Џоел је рекао Рити да Семи Џо слободно узме свој новац, а они ће богатство Карингтонових. |                    |                        |                |                                                                    |                     |           |                             |
| 122 | 5                  | "Венчаница"            | Роберт Ширер   | Синопсис: Денис Тарнер Сценарио: Дајана Гулд и Скот М. Хамнер      | 30. октобар 1985.   | DY-120    | 22.00                       |
| Џеф је рекао Блејку да се сели у Лос Анђелес. Адам и Клаудија су се венчали. Кристал је први пут видела Риту у Делта Роу што је довело до неочекиваних последица. |                    |                        |                |                                                                    |                     |           |                             |
| 123 | 6                  | "Титани (1. део)"      | Роберт Ширер   | Синопсис: Едвард Де Бласио Сценарио: Дајана Гулд и Скот М. Хамнер  | 13. новембар 1985.  | DY-121    | 24.20                       |
| Блејк се спрема за долазак Колбијевих. Алексис и Декс су се вратили у Молдавију да спасу краља Галена. У међувремену, Кристал је за таоца узео Џоел у Делта Роу док је Рита заузела њено место у вили.Прва појава Гарета Бојдстона, Сабеле Колби и Монике Колби. |                    |                        |                |                                                                    |                     |           |                             |
| 124 | 7                  | "Титани (1. део)"      | Ирвинг Џ. Мур  | Синопсис: Едвард Де Бласио Сценарио: Дајана Гулд и Скот М. Хамнер  | 13. новембар 1985.  | DY-121    | 24.20                       |
| Декса је заробила молдавијска војска, а Алексис је прерушена у калуђерицу безбедно прешла границу. Адам је рекао Блејку да се оженио Клаудијом, а Блејк се толико разбеснео да му је одговорио да ће променити опоруку и да ће му по новој оставити 1 долар. Породица Колби је стигла у Денвер из Калифорније. Стивен се узнемирио кад је сазнао да је Рита/Кристал позвала Семи Џо да буде у вили Карингтонових. Џеф је приметио Фалон током пријема у вили.Последња појава Џејсона Колбија и Констанц Колби. |                    |                        |                |                                                                    |                     |           |                             |
| 125 | 8                  | "Одлука"               | Гвен Арнер     | Синопсис: Роберт Сајденберг Сценарио: Дајана Гулд и Скот М. Хамнер | 20. новембар 1985.  | DY-122    | 22.40                       |
| Декс и Алексис су извукли Галена из Молдавије. Гарет Бојдстон, заступник Џејсона Колбија, се нада да ће оживети стару везу са Доминик. Мали Блејк је чуо разговор Рите и Семи Џо и брзо схватио да ова није Кристал. Аманда је рекла Мајклу да жели развод. Фалон и Мајлс су водили љубав, а Џеф се заклео да више неће пустити Фалон кад је нађе. |                    |                        |                |                                                                    |                     |           |                             |
| 126 | 9                  | "Предлог"              | Роберт Ширер   | Синопсис: Едвард Де Бласио Сценарио: Дајана Гулд и Скот М. Хамнер  | 27. новембар 1985.  | DY-123    | 20.60                       |
| Кад је стекла новчану независност нафтном бушотином коју јој је опоруком оставио покојни Волтер Ланкершим, Клаудија је решила да се поново врати у вилу Карингтонових. Мајкл је наредио Дексу да се окане Аманде. Породица је открила да Фалон није мртва него жива и да живи у Калифорнији са Мајлсом. Рита је почела да дрогира Блејка како би избегла вођење љубави са њим. Алексис је машта заголицана кад се Гален заклео да ће је учинити "најмоћнијом женом на свету". |                    |                        |                |                                                                    |                     |           |                             |
| 127 | 10                 | "Замало бекство"       | Ирвинг Џ. Мур  | Синопсис: Дајана Гулд Сценарио: Дајана Гулд и Скот М. Хамнер       | 4. децембар 1985.   | DY-124    | 21.80                       |
| Клаудија и Блејк су се посвађали кад је Блејк рекао да он управља њеном бушотином, а она се толико разбеснела да је пристала на Адамов план да узму у своје руке све што Блејк има. Како се краљ Гален опоравља у Денверу, он и Алексис су почели да смишљају како да он поврати своју моћ. Док Мајкл и Аманда покушавају да реше тешкоће у свом браку, Декс и Алексис се и даље свађају око Галена. Џоел је рекао Кристал да је замењена. |                    |                        |                |                                                                    |                     |           |                             |
| 128 | 11                 | "Четвороуглови"        | Ким Фридмен    | Синопсис: Денис Тарнер Сценарио: Дајана Гулд и Скот М. Хамнер      | 11. децембар 1985.  | DY-125    | 21.40                       |
| Риту је ухватила живчаница када је Блејк заказао лекарски преглед за "Кристал". Клаудија је размишљала да тужи Блејка због власништва око бушотина, али ју је Адам убедио да могу да имају више бушотина. Алексис је видела кад се "Кристал" наљутила на М.Б.-а. Блејк је остао затечен када му Рита није дала. |                    |                        |                |                                                                    |                     |           |                             |
| 129 | 12                 | "Крчма"                | Џером Куртленд | Синопсис: Едвард Де Бласио Сценарио: Дајана Гулд и Скот М. Хамнер  | 18. децембар 1985.  | DY-126    | 20.00                       |
| Алексис је уселила Галена у поткровље да се опоравља. Алексис и Декс су остали потресени када су видели Кристал са Џоелом у крчми, а кад им је Кристал послала знак за помоћ, Декс је осетио да нешто није уреду, али му је Алексис рекла да пусти све. У очајничком покушају да поврати своју нафтну бушотину, Клаудија је покушала да придобије Стивена у нади да би он могао да убеди Блејка да јој је врати. Кристал је подивљала кад је видела Риту са Блејком на телевизији. |                    |                        |                |                                                                    |                     |           |                             |
| 130 | 13                 | "Решење"               | Ирвинг Џ. Мур  | Синопсис: Роберт Сајденберг Сценарио: Дајана Гулд и Скот М. Хамнер | 25. децембар 1985.  | DY-127    | 17.70                       |
| Гален је лагао Алексис у вези напретка свог опоравка. Кад је М.Б. рекао Алексис да је видео Кристал како се љуби са својим лекаром, Алексис је рекла Блејку да га Кристал вара са др. Траверсом (илити Џоелом). Доминик је слаба на удварање Гарета Бојдстона. Кристал је схватила да Џоел постаје опседнут њом. Рита је почела да трује Блејка. |                    |                        |                |                                                                    |                     |           |                             |
| 131 | 14                 | "Сумње"                | Ненси Малон    | Синопсис: Дајана Гулд Сценарио: Дајана Гулд и Скот М. Хамнер       | 8. јануар 1986.     | DY-128    | 21.10                       |
| Блејку је почело да слаби здравље како је Ритино лагано тровање почело да делује. Како би обезбедио богатство Карингтонових, Џоел је рекао Рити да да кобну количину. Разбеснели Стивен се потукао са Бартом Фалмонтом због цевовода. Дексу су одобрена права за изградњу. Клаудија је одлучила да преузме борбу за бушотину у своје руке. Аманда се узнемирила кад је сазнала да Елена помаже Мајклу. Алексисина сестра Касандра Морела је пуштена из венецуеланског затвора у замену за књигу "Прича о Алексис Карингтон-Декстер". Семи Џо је открила празну бочицу отрова, а кад је о томе испитала узбуњену Риту, почела је да сумња на Џоелов смртоносни план.Прва појава Касандре Морел. |                    |                        |                |                                                                    |                     |           |                             |
| 132 | 15                 | "Узбуна"               | Ким Фридмен    | Синопсис: Едвард Де Бласио Сценарио: Дајана Гулд и Скот М. Хамнер  | 15. јануар 1986.    | DY-129    | 20.40                       |
| Гален је смислио план како да поврати свој престо док је Елена кад је видела да су пучисти у опасности затражила Мајклову помоћ. Карес је стигла у Денвер и одмах је почела да нашироко истражује Алексис. Џоел се намерио да побегне у Јужну Америку са Кристал, а не Ритом. Адам је искористио Блејково стање и преварио га да му потпише пуномоће. Адам је разговарао са Клаудијом, али је она и даље сумњичава па је наставила да покушава да докаже своје власништво над бушотином. Семи Џо је натерала Риту да јој каже за план тровања Блејка па је упозорила Стивена. На Ритине очи, Блејк је претрпео наизглед срчани удар и пао низ степенице у вили Карингтонових. |                    |                        |                |                                                                    |                     |           |                             |
| 133 | 16                 | "Будност"              | Ирвинг Џ. Мур  | Синопсис: Денис Тарнер Сценарио: Дајана Гулд и Скот М. Хамнер      | 22. јануар 1986.    | DY-130    | 24.20                       |
| После пада низ степенице, Блејк је хитно примљен у болницу. Блејк се у несвести сетио тренутка пре пада и схватио да "Кристал" није Кристал. Гален је наставио са својом лакрдијом и тражио је два милиона долара од Алексис која ништа не сумња за разлику од Декса. Рита се преплашила кад је Блејк захтевао да му каже ко је она па је побегла код Џоела, али је налетела на Кристал и између њих је настала велика туча. Семи Џо је помогла Кристал да побегне од Рите, али их је ухватио Џоел. |                    |                        |                |                                                                    |                     |           |                             |
| 134 | 17                 | "Несрећа"              | Ким Фридмен    | Синопсис: Едвард Де Бласио Сценарио: Дајана Гулд и Скот М. Хамнер  | 29. јануар 1986.    | DY-131    | 23.90                       |
| Кад је Џоел ухватио Кристал и Семи Џо у Делта Роу, Кристал се правила да је Рита па су побегле. Блејк и Кристал су поново заједно, али Кристал још прогања ружан сан о Џоелу. Иако је била бесна на Семи Џо, Кристал је одлучила да не подиже тужбу. Џоел је, верујући да је Рита Кристал, открио свој план да поведе Кристал у Јужну Америку. Док су бежали из Денвера, Рита се посвађала са Џоелом због чега су кола слетела с' пута. Полиција је касније обавестила Блејка да тела нису пронађена у олупини. Алексис је покушала да докаже да је Кристал била у везу са Џоелом док је била на салашу па је избацила причу у таблоид. Декс је покушао да докаже да Гален може да хода, али како му план није успео, Алексис се све више одаљила од њега. Доминик се изненадила кад је њена ћерка Џеки дошла у Денвер из Европе. Клаудија је пронашла др. Едвардса у Монтани.Последња појава Џоела Абригора. |                    |                        |                |                                                                    |                     |           |                             |
| 135 | 18                 | "Успомене"             | Роберт Ширер   | Синопсис: Дајана Гулд Сценарио: Дајана Гулд и Скот М. Хамнер       | 5. фебруар 1986.    | DY-132    | 20.20                       |
| На Алексисину заповест, новинарка прерушена у дадиљу је дошла на имање Карингтонових да разговара са Кристал. Кристал је морило сазнање да је друга жена живела њен живот. Блејк је напао Адама због немарности због које је пуштена новинарка на имање. Фалон се вратила кући због утехе и подршке, скривајући чињеницу да ју је Мајлс силовао. Три брака су у опасности јер је Клаудија послала Адаму опроштајно писмо, Аманда обавестила Мајкла да ели развод, а Декс ухватио Алексис са круном како се огледа као молдавијска краљица па је оставио. Гален је случајно открио свој опоравак сину и навалио да Мајкл сачува свој брак. Аманда је касније пронашла пијаног Декса па га је отпратила у собу где су страствено водили љубав. Алексис је сазнала да је Карес слободна па је затражила помоћ Зека Пауерса како би спречила могућу невољу. |                    |                        |                |                                                                    |                     |           |                             |
| 136 | 19                 | "Развод"               | Ирвинг Џ. Мур  | Синопсис: Сузан Баскин Сценарио: Дајана Гулд и Скот М. Хамнер      | 12. фебруар 1986.   | DY-133    | 22.50                       |
| Алексис је ухватила Декса и Аманду у кревету па је сутрадан отишла на Сент Томас да се разведе од Декса. Гален је рекао Дексу да је изгубио Алексис заувек и да ће она сад бити његова краљица. Адаму је мрско што Блејк намерава да стави Стивена у одбор директора. Док је био на пријему, Адам је видео Барта Фалмонта и Стивена заједно па је погрешно протумачио да међу њима има нешто више. Он је одмах смислио план да дође против оптужујућих доказа против сенатора. Гарет је упознао Џеки, а кад је сазнао колико има година и за трагичан губитак њеног оца, он је одмах посумњао да је она његова ћерка. Кад се вратила из Сент Томаса, Алексис је ухватила Галена како телефонира и схватила да је глумио непокретност. Потом се разбеснела и избацила га из стана, али је задржала круну и драгуље које јој је поклонио. |                    |                        |                |                                                                    |                     |           |                             |
| 137 | 20                 | "Одлазак"              | Ирвинг Џ. Мур  | Синопсис: Денис Тарнер Сценарио: Дајана Гулд и Скот М. Хамнер      | 19. фебруар 1986.   | DY-134    | 22.60                       |
| Блејк је постао опседнут привођењем Џоела и Рите. Кристал и Семи Џо су почеле да се мире кад је Кристал приметила колико се Семи Џо каје. Мајкл је обавестио Аманду да је Гален отишао у Лисабон, али су му жеље за очувањем брака пале у воду кад му је она рекла да воли Декса. Алексис је прекинула сваку везу са Дексом што га је још више окренуло Аманди. Адам је смислио да добије политичку битку тако што ће објавити Бартов педерлук упркос Стивеновим просведима. Карес је изненада посетила Алексис. Алексис је сањала да су она и Блејк поново заједно, али када ју је Блејк јако брзо вратио у стварност, она се заклела да ће уништити Блејкову моћ у "Денвер−Карингтону".Последња појава краљевића Мајкла. |                    |                        |                |                                                                    |                     |           |                             |
| 138 | 21                 | "Бен"                  | Ким Фридмен    | Синопсис: Едвард Де Бласио Сценарио: Дајана Гулд и Скот М. Хамнер  | 26. фебруар 1986.   | DY-135    | 19.80                       |
| Због кризе у Хонг Конгу Блејк је морао у иностранство тако да је Кристал остала да представља друштво на пријему поред Алексис. Кад је Алексис јавно попљувала Блејкову личност, настала је огромна свађа након које су се њих две потукле у блату. Иако Барт и Стивен не могу да се договоре око цевовода, њих двојица се свиђају један другом. Барт је тајно признао да су он и његов бивши цимер били љубавници, али није знао да лични истражитељ ког је Адам унајмио прикупља такве податке. Гарет је питао живчану Доминик ко је Џекин отац. Његове сумње су се повећале кад је она одбила да одговори. Како је и даље осећала кривицу због краха Џоела и Рите, потиштена Семи Џо је намерила да напусти Денвер, али ју је Блејк саосећајно замолио да остане. Алексис је сазнала да у Аустралији као пустињак живи Бен Карингтон. Како јој је освета била подстрек, она га је намамила у Денвер у нади да ће сукобити двојицу браће. Кад се вратила, Алексис је добила топао поклон који јој је следио крв у жилама − Карес се уселила код ње.Прва појава Бенџамина Карингтона. |                    |                        |                |                                                                    |                     |           |                             |
| 139 | 22                 | "Маскембал"            | Џером Куртленд | Синопсис: Роберт Сајденберг Сценарио: Дајана Гулд и Скот М. Хамнер | 5. март 1986.       | DY-136    | 22.00                       |
| Док је давала изјаву за штампу коју је направила, Алексис је рекла да ће приредити добротворни маскембал у вили Карингтонових. Кад се вратио из Хонг Конга, Блејк је невољно пристао да буде домаћин у нади да ће успети да убеди бившег сенатора Бака Фалмонта да измени свој став у вези цевовода. Кад се јавила на позив упућен сестри, Алексис је сазнала за Каресин план у вези писања књиге о њеном разузданом животу. Гарет је напао Доминик у вези тога што на Џекиној крштеници место имена оца пише "непознат". Доминик је порекла Гаретова алудирања да је он Џекин отац. Током маскембала, Барт Фалмонт је показао Стивену наслов сутрашњих новина у ком пише да је имао љубавника педера. Стивен је одмах посумњао на Адама па је настала туча. Алексис је покренула план Блејковог уништеља кад је Бен скинуо кринку и представио се као Блејков брат.Прва појава Клеја Фалмонта. |                    |                        |                |                                                                    |                     |           |                             |
| 140 | 23                 | "Позиви за суд"        | Ирвинг Џ. Мур  | Синопсис: Едвард Де Бласио Сценарио: Дајана Гулд и Скот М. Хамнер  | 12. март 1986.      | DY-137    | 22.60                       |
| Алексисино изненађење кад је Бен скинуо кринку запрепастило је Блејка, али није имала много времена за славље јер јој је Бен запретио да ће јој бити најљући непријатељ ако им план не успе. Аманда се сломила кад јој је Декс признао да је не воли. Бесан на Адама што је објавио Бартову прошлу везу, Стивен је поново започео тучу са братом. И Блејк је укорио Адама, али због објављене приче, бивши сенатор Бак Фалмонт морао је да повуче забрану за цевовод. Клаудија се вратила и иселила из виле Карингтонових. Како су јој сумња око тога ко јој је отац расле, Џеки је звала у Париз и тражила да јој пошаљу крштеницу. Упркос Кристалином настојању, Блејк је одбио да разговара о отуђености од брата. Блејку је Бен рекао да се вратио у Денвер да оспори очеву опоруку. Како је открила Каресин злокобни план, Алексис је тајно купила издавачку кућу која треба да објави њено штетно дело. Не знајући за сестрин поступак, Карес је наставила да пише и лови немилосрдну Алексис. |                    |                        |                |                                                                    |                     |           |                             |
| 141 | 24                 | "Суђење (1. део)"      | Мајкл Хјуго    | Синопсис: Денис Тарнер Сценарио: Дајана Гулд и Скот М. Хамнер      | 19. март 1986.      | DY-138    | 21.30                       |
| Кад је купила друштво које је требало да објави Каресину књигу "Најдража сестра", Алексис је прославила јер је срушила сестрин сан о богатству и слави. Џеки је сазнала да на крштеници за оца пише "непознат". Доминик је позвана да сведочи на Блејковом суђењу па није имала времена да то објасни Џеки због чега је она отишла у сузама. Желећи наследство које му је ускраћено, Бен је оптужио Блејка да је окренуо оца против њега. Блејково стечено богатство је угрожено због сведочења њему најближих. Упркос Беновим неоснованим оптужбама, Блејков случај је остао јак све док Алексис није сведочила против њега. |                    |                        |                |                                                                    |                     |           |                             |
| 142 | 25                 | "Суђење (2. део)"      | Дон Медфорд    | Синопсис: Денис Тарнер Сценарио: Дајана Гулд и Скот М. Хамнер      | 26. март 1986.      | DY-139    | 20.20                       |
| Блејкове наде су се оствариле када је кључни сведок Френклин признао да му је Алексис платила да измени исказ. Али Френклин је касније дошао на суд мортус пијан и није успео да одговорни ни на једно питање. Разјарен због пијанства сведока, судија је пресудио у корист Бена па је Блејк остао принуђен да му преда четвртину имовине. Блејк се заклео да ће да се жали и постао је одлучан да пронађе тајанствену жену која може да скине љагу са његовог имена. Барт је испао из избора за сенат када је у новинама објављен његов педерлук. Декс је понудио Клеју Фалмонту посао на цевоводу. Док су Блејк и Декс разматрали планове цевовода, један бесан бивши радник је намерно изазвао могућу кобну несрећу. Супруга Бака Фалмонта Емили је спремна да призна да су се она и Бен видели у ноћи кад је Елен Карингтон трагично изгубила живот. Плашећи се открића, Бен је упозорио Емили какву би то бруку направило. У међувремену, Блејк је спремио план да уништи Алексис тако што ће преузети друштво "Колби". |                    |                        |                |                                                                    |                     |           |                             |
| 143 | 26                 | "Глас"                 | Ирвинг Џ. Мур  | Синопсис: Едвард Де Бласио Сценарио: Дајана Гулд и Скот М. Хамнер  | 2. април 1986.      | DY-140    | 21.10                       |
| Оптужбе против Блејка изнесене на суђењу довеле су до пада деоница "Денвер−Карингтона". На хитном састанку одбора, Блејк је замало смењен са места председавајућег када је члан одбора Мартин Гејнс гласао против њега. Блејк је службено изнео план за преузимање друштва "Колби" чиме је повратио подршку, а Стивен је био одлучујући глас. Декс је орктио да су Алексис и Бен "присно" умешани у план уништења Блејка. Карес је понудила Блејку помоћ. Док је претресала Адамову пословницу, Клаудија је открила спис којим је добио пуномоће па је то искористила да га уцени. Кад је Џеки побегла, узрујана Доминик се обратила Гарету за помоћ и признала да је он отац. Аманда је запала у опасну потиштеност јер не може да нађе посао, а Алексис је и даље хладно одбија. |                    |                        |                |                                                                    |                     |           |                             |
| 144 | 27                 | "Упозорење"            | Дон Медфорд    | Синопсис: Дајана Гулд Сценарио: Дајана Гулд и Скот М. Хамнер       | 9. април 1986.      | DY-141    | 21.00                       |
| Одлучна да помогне Блејку, Карес је одлучила да открије ко је тајанствена жена са којом је Бен био оне ноћи кад му је мајка погинула и на крају је открила да је то Емили Фалмонт. У очајничком покушају да дође до новца за куповину друштва "Колби", Блејк је привремено препустио управу над "Кристал Холдингсом" Бобу Ешмору у замену за позајмицу од 100 милиона долара. ШТета Блејку се повећала кад је Ешмор телефонирао Бену и честитао му на успешној победи над Блејком који ништа не сумња. Како Бенов план за уништење брата није био довољно јак, Алексис се спремила да да кинеској влади кривотворене списе по којима их Блејк вара за налазе бушотинама на Јужно-кинеском мору. Клаудија је запретила Адаму да ће открити његово пуномоће над "Денвер−Карингтоном" уколико јој се украдена бушотина не врати. |                    |                        |                |                                                                    |                     |           |                             |
| 145 | 28                 | "Вапај"                | Ирвинг Џ. Мур  | Синопсис: Скот М. Хамнер Сценарио: Дајана Гулд и Скот М. Хамнер    | 16. април 1986.     | DY-142    | 19.20                       |
| Како му је очајнички требала позајмица, Блејк ју је прихватио од блискоисточног нафтног мангата Фарука Ахмеда, не знајући да Алексис стоји иза тога. Карес је обавестила да је са Емили Фалмонт бен био оне ноћи кад му је мајка погинула и оставила му је књигу "Најдража сестра" као додатни материјал против Алексис. Блејк је разговарао са Емили, а она се сломила и признала. Видевши како јој је, Блејк јој је обећао да ће се борити против Бена без њеног сведочења. Борећи се сама са собом, Џеки је размислила о свом на пречац изведеном бекству. Кад се вратила кући, Џеки се потресла кад је сазнала да јој је Гарет отац. Адам је попустио пред Клаудијином уценом па јој је пребацио власништво над бушотином. Осећајући се усамљено и искусивши још једно хладно одбацивање од Алексис, све потиштенија и потиштенија Аманда је покушала да се убије. |                    |                        |                |                                                                    |                     |           |                             |
| 146 | 29                 | "Спас"                 | Ненси Малон    | Синопсис: Денис Тарнер Сценарио: Дајана Гулд и Скот М. Хамнер      | 30. април 1986.     | DY-143    | 19.50                       |
| Алексис је пронашла Аманду у несвести у "Ла Миражу" и хитно је одвела у болницу. Доминик је запросила Гарета па су њих двоје почели да припремају свадбу. Стивен се боји да не изгуби старатељство над Денијем ако се Семи Џо уда за Клеја Фалмонта. Карес је тражила десет посто од Беновог дела наследства у замену за ћутање у вези Емили Фалмонт. Бен је пристао, али је тајно средио да врате Карес у Каракас на дослужење казне. Алексис се спрема да тражи од Блејка назад милијарду долара које му је позајмила како би добила управу над бушотином на Јужно-кинеском мору. Преко своје везе Каија Луа, Алексис је средила састанак са кинеским министарством за нафту. Али не зна за Бенов договор са Луом. |                    |                        |                |                                                                    |                     |           |                             |
| 147 | 30                 | "Двострука превара"    | Дон Медфорд    | Синопсис: Дајана Гулд Сценарио: Дајана Гулд и Скот М. Хамнер       | 14. мај 1986.       | DY-144    | 20.50                       |
| Сигуран да ће га бушотине на Јужно-кинеском мору спасити, Блејк је купио велики број деоница друштва "Колби". Користећи његово неугодно стање, Алексис је кривотворила Блејков извештај о бушењу нафте. Блејку је запретио стечај када га је кинески министар нафте Хан оптужио за варање и рекао да можда бушотине више неће бити под његовом управом. Декс је открио Бенову сумњиву прошлост Алексис. Занемарујући Дексово упозорење, Алексис је заједно са Блејком улетела у Бенову клопку. Кристећи бруку на суду и књигу "Најдража сестра" да оцрни моћ "Денвер−Карингтона" и друштва "Колби", Бен је стекао пуну управу над бушотинама на Јужно-кинеском мору. Стивен је покушао да истражи Адамове чуване списе, али су они били уништени пре него што је он стигао да истражи братовљеву тајну коју зна да крије. Доминик припрема свадбу. Страствена осећања су се подигла кад су Семи Џо и Клеј провели вече уз свеће. |                    |                        |                |                                                                    |                     |           |                             |
| 148 | 31                 | "Избор (илити) освета" | Ирвинг Џ. Мур  | Синопсис: Едвард Де Бласио Сценарио: Дајана Гулд и Скот М. Хамнер  | 21. мај 1986.       | DY-145    | 21.90                       |
| Блејк је остао потресен кад су новине објавила Бенову куповину бушотина на Јужно-кинеском мору. Раздражена Клаудија је напала Блејка због црпљења нафте са бушотине Ланкершим 1 због чега је бушотина пресушила и открила му да га је Адам преварио да му потпише пуномоће. Сит Бенових и Алексисиних муљања, Блејк је срећан дао завереницима примерке књиге "Најдража сестра" које је такође дао и гладним новинарима. Фарук Ахмед је отказао Блејку позајмицу од милијарду долаара, али је захтевао да му овај врати 250 милиона и обавестио га да Алексис стоји иза позајмице, а она је тражила тих 250 милиона у деоницама "Денвер−Карингтона". На веридби Доминик, Семи Џо и Аманда су се потукле око Клеја и упале у базен, а Аманда је држала беспомоћну Семи Џо под водом. Доминикина срећа је кратко трајала јер је сазнала да Гарет уопште није био ожењен раније. Док је била у својој соби, Клаудија је постала све неуравнотеженија и неуравнотеженија па је случајно запалила собу док је испод трајало славље. Блејк и Кристал су се вратили у вилу Карингтонових где их је дочекала похлепна Алексис и рекла да је купила сву њихову имовину па и вилу Карингтонових. Блејк се разбеснео и почео да је дави.Последња појава Клаудије Блајздел и Гарета Бојдстона. |                    |                        |                |                                                                    |                     |           |                             |

### 7. сезона (1986−87)
| Бр. еп. (укупно) | Бр. еп. (у сезони) | Наслов                      | Редитељ             | Сценариста                                                      | Премијера           | Прод. код | Гледаност у САД-у (милиони) |
| --- | ------------------ | --------------------------- | ------------------- | --------------------------------------------------------------- | ------------------- | --------- | --------------------------- |
| 149 | 1                  | "Победа"                    | Дон Медфорд         | Синопсис: Едвард Де Бласио Сценарио: Лоренс Хит                 | 24. септембар 1986. | DY-146    | 20.10                       |
| Блејко бивши возач Мајкл Кулхејн се вратио и спасио Аманду из пожара у "Ла Миражу", али је хотел уништен, а Клаудија погинула у пожару. Кад су избацили Блејка и Кристал из вила, Алексис и Бен су се уселили. Адам је остао сломљен кад је сазнао за Клаудијину смрт. Доминик је отказала свадбу са Гаретом. Ожалошћени човек коме је жена страдала у пожару оптужио је Блејка за убиство, а како је недавно купила новинску редакцију, Алексис је одмах објавила причу у својим новинама.Поновна појава Мајкла Кулхејна. |                    |                             |                     |                                                                 |                     |           |                             |
| 150 | 2                  | "Замена страна"             | Гвен Арнер          | Синопсис: Едвард Де Бласио Сценарио: Лоренс Хит                 | 1. октобар 1986.    | DY-147    | 18.70                       |
| На Амандино наваљивање, Блејк је невољно поново запослио Мајкла Кулхејна као свог возача. Блејк је отишао у "Деверско огледало" да поразговара са издавачем око тога што је објављено и остао је потресен кад је видео да је Алексис издавачица. Блејк је био још више потресен кад је Алексис рекла да намерава да искористи новине да га представи као пиромана који је запалио хотел због новца од осигурања. Стивен је рекао Адаму да напушта друштво "Колби" и да хоће са њим да помогне Блејку да поврати своју имовину. Адам је невољно пристао, али је одмах отишао код Алексис и прихватио положај у друштву "Колби" који му је понудила. Кад је купила и последњу деоницу која јој је требала, Алексис је преузела пуну управу над "Денвер−Карингтоном". Блејк, Кристал и Мајкл су имали несрећу када је Фил Торп, човек који је оптужио Блејка да му је убио жену, изгурао њихову лимузину са пута. |                    |                             |                     |                                                                 |                     |           |                             |
| 151 | 3                  | "Жижа"                      | Дон Медфорд         | Синопсис: Џејмс В. Кирнс Сценарио: Лоренс Хит                   | 22. октобар 1986.   | DY-148    | 17.80                       |
| Кристал је хитно пребачена у болницу због повреда опасних по живот после несреће. Кривећи Алексис због непосредног изазивања несреће, Блејк је запретио да ће је задавити ако се Кристал нешто деси. Доминик је понудила новчану помоћ Блејку. Алексис је притисла окружног тужиоца да оптужи Блејка за подметање пожара. Торп је потегао пиштољ на Кристал у њеној соби, али је она успела да га смири. |                    |                             |                     |                                                                 |                     |           |                             |
| 152 | 4                  | "Награда"                   | Ирвинг Џ. Мур       | Синопсис: Харолд Стоун Сценарио: Лоренс Хит                     | 29. октобар 1986.   | DY-149    | 17.00                       |
| Алексис је кренула свим силама да докрајчи Блејка, а она је постао уверен да је земља коју је наследио од мајке кључ за повратак његовог царства. Мајкл је наставио да вара Аманду како би се осветио Блејку. Адам и Бен су преко мушице. Блејк је ухапшен због убиства и подметања пожара.Прва појава Дејне Воринг. |                    |                             |                     |                                                                 |                     |           |                             |
| 153 | 5                  | "Договор"                   | Џорџ Стенфорд Браун | Синопсис: Денис Тарнер Сценарио: Лоренс Хит                     | 5. новембар 1986.   | DY-150    | 16.70                       |
| Алексис је сазнала да и Бен спрема план против Блејка у случају подметања пожара у "Ла Миражу". Кристал је почело здравље да слаби, али не жели да слуша савете лекара. Доминик и Кристал су сазнале од Џеки да је пожар букнуо у Клаудијиној соби што је довело до ослобађања Блејка. Алексис и Декс су се поимрили. Карес је послала Блејку писмо у коме му тражи помоћ. |                    |                             |                     |                                                                 |                     |           |                             |
| 154 | 6                  | "Романтика"                 | Ненси Малон         | Синопсис: Март Кроли Сценарио: Лоренс Хит                       | 12. новембар 1986.  | DY-151    | 16.20                       |
| Бен је сазнао да је Карес послала Блејку писмо у коме му тражи помоћ па је покренуо план да јој спречи излазак на слободу. Алексис су коначно додијала сва Бенова муљања па је прекинула све везе са њим. ОН се одмах заклео да ће је натерати да плати. |                    |                             |                     |                                                                 |                     |           |                             |
| 155 | 7                  | "Задатак"                   | Дон Медфорд         | Синопсис: Едвард Де Бласио Сценарио: Лоренс Хит                 | 19. новембар 1986.  | DY-152    | 15.60                       |
| Уз помоћ Клеја Фалмонта, Декс и Блејк су ослободили Карес из из затвора у Каракасу и вратили је натраг у Денвер. |                    |                             |                     |                                                                 |                     |           |                             |
| 156 | 8                  | "Избор"                     | Ирвинг Џ. Мур       | Синопсис: Харолд Стоун Сценарио: Лоренс Хит                     | 26. новембар 1986.  | DY-153    | 15.90                       |
| Карес је окренула нови лист и почела је да припрема освету Алексис и Бену. Семи Џи је рекла Клеју да ће постати отац, али није од лекарке није добила одговор ком се надала. Мајкл је у талу са непријатељем Карингтонових Зеком Пауерсом. Слепа на Мајклове мутне работе, Аманда је почела да живи са њим. |                    |                             |                     |                                                                 |                     |           |                             |
| 157 | 9                  | "Тајна"                     | Дон Медфорд         | Синопсис: Денис Тарнер Сценарио: Лоренс Хит                     | 3. децембар 1986.   | DY-154    | 16.70                       |
| Чак и после покушаја њеног убиства, Карес је наставила са својим планом да се освети. Алексис је истражила Мајкла и кад га је питала пред Амандом за мутне радње, Аманда га је оставила, али је он брзо успео да је врати. Клеј је запросио Семи Џо. Емили је рекла Баку за своју прељубу са Беном па је кренула да напусти Денвер, али је прво оставила писмо Блејку на пријавницу, али су је после ударила кола. |                    |                             |                     |                                                                 |                     |           |                             |
| 158 | 10                 | "Писмо"                     | Џорџ Стенфорд Браун | Синопсис: Едвард Де Бласио Сценарио: Лоренс Хит                 | 10. децембар 1986.  | DY-155    | 17.20                       |
| Емили је на самрти дала Блејку писмо које ће скинути љагу са његовог имена и открити сва муљања Алексис и Бена. Семи Џо и Клеј су се венчали у Лас Вегасу. Кад је Алексис запретила да ће га раскринкати, Мајкл је све признао и стекао наклоност Блејка. Пре одласка из Денвера, Карес се помирила са Алексис и упозорила је на злокобног Бена.Последња појава Касандре Морел. |                    |                             |                     |                                                                 |                     |           |                             |
| 159 | 11                 | "Игранка"                   | Ненси Малон         | Синопсис: Едвард Де Бласио Сценарио: Лоренс Хит                 | 17. децембар 1986.  | DY-156    | 16.70                       |
| Лекарка је Семи Џо обавестила да уопште није трудна, а она како се плашила да ће изгубити Клеја, није му то рекла. Наоружан чврстим доказима, међу којима је и писмо Емили Фалмонт, да су Алексис и Бен починили кривоклетство, Блејк је натерао Алексис да му врати вилу, "Денвер−Карингтон" и бушотине на Јужно-кинеском мору. |                    |                             |                     |                                                                 |                     |           |                             |
| 160 | 12                 | "Страх"                     | Мајкл Хјуго         | Синопсис: Денис Тарнер Сценарио: Лоренс Хит                     | 31. децембар 1986.  | DY-157    | 13.70                       |
| Блејк и Кристал су се вратили у вилу. Пошто је попио чашицу више претходне ноћи, Стивен је ујутру затекао неочекивану особу у кревету. Мајкл је предложио Алексис један пословни предлог, а она је пристала под условом да он тужи Блејка за 50 милиона јер је обуставио рад на кратеру. Адам и Дејна су се посвађали кад му је она рекла да ће да се врати да ради за Блејка као помоћница. Пошто је Алексисин музички критичар попљувао Доминикин рад, Доминик и она су имале жесток окршај. Кад је Бен покушао да искористи Алексисин страх да не буде послата у затвор, она је послала Адама у Аустралију да нађе нешто како би обуздала Бена. |                    |                             |                     |                                                                 |                     |           |                             |
| 161 | 13                 | "Бушотина"                  | Ирвинг Џ. Мур       | Синопсис: Харолд Стоун Сценарио: Лоренс Хит                     | 7. јануар 1987.     | DY-158    | 18.40                       |
| Блејк је одбио Бенов предлог за помирење подсећајући га да ни њега није занимало да буду браћа кад је он био на дну. Бен је одговорио Блејку претњом. Адам у Аустралији не само да је пронашао потребне податке за коришћење против Бена, него и његову давно-изгубљену ћерку Лесли. Блејк, Алексис и Бен су отишли у Хонг Конг како би завршили враћање бушотина на Јужно-кинеском мору Блејку. Семи Џо се бори са својом одлуком да крије да није трудна од Клеја. Мајкл је одвео Аманду на језеро, али су се посвађали док бу били тамо јер је она открила да је он тужио Блејка. Аманда је отишла на пловидбу са Мајклом и открила његова муљања од Стивена после чега је отишла из Денвера у Лондон. Блејк и Бен су били на бушотини у време праска, а како је тражио освету, Бен је размишљао да остави Блејка да погине.Прва појава Лесли Карингтон. Последња појава Аманде Карингтон.                  |                    |                             |                     |                                                                 |                     |           |                             |
| 162 | 14                 | "Љубав за памћење (1. део)" | Роберт Ширер        | Синопсис: Едвард Де Бласио Сценарио: Лоренс Хит                 | 14. јануар 1987.    | DY-159    | 18.50                       |
| Бен је спасао Блејка са бушотине која је летела у ваздух. У болници се Блејк пробудио, али је веровао да је 1964. година, а Алексис је одлучила да искористи Блејков губитак памћења и учини да изгледа као да су срећан брачни пар. Пошто је Семи Џо имала незгоду на салашу, Клеј је открио да она није уопште била трудна. |                    |                             |                     |                                                                 |                     |           |                             |
| 163 | 15                 | "Љубав за памћење (2. део)" | Ирвинг Џ. Мур       | Синопсис: Едвард Де Бласио Сценарио: Лоренс Хит                 | 21. јануар 1987.    | DY-160    | 19.60                       |
| Кристал и Декс су стигли у Сингапур да траже Блејка и Алексис. За то време у Денверу, Семи Џо и Стивен су се зближили због својих непожељних стања. Док се правила да је госпођа Блејка Карингтона, Алексис се занела у својој лакрдији, али кад јој је прорадила савест, она је открила своју обману Блејку па се он нашао са Кристал. |                    |                             |                     |                                                                 |                     |           |                             |
| 164 | 16                 | "Портрет"                   | Ненси Малон         | Синопсис: Едвард Де Бласио и Џоана Емерсон Сценарио: Лоренс Хит | 28. јануар 1987.    | DY-161    | 18.90                       |
| Кад су се вратили у Денвер, Кристал је засметало то што се наставила Блискост између Блејка и Алексис. Породица је сазнала да је Аманда отишла из града. Стивен и Клеј су се потукли због Семи Џо. Лесли је стигла у Денвер где је имала непријатан сусрет са својим оцем Беном. |                    |                             |                     |                                                                 |                     |           |                             |
| 165 | 17                 | "Рођендан"                  | Роберт Ширер        | Синопсис: Денис Тарнер Сценарио: Лоренс Хит                     | 4. фебруар 1987.    | DY-162    | 18.20                       |
| Пошто су Клеј и Семи Џо ставили тачку на свој кратки брак, Адам је најавио своју веридбу са Дејном. Обе вести су обраодвале Алексис која је одмах кренула да припрема свадбу. Декс је одлучио да остави Алексис и завршио је код Доминик. Кристина се онесвестила па је хитно пребачена у болницу. |                    |                             |                     |                                                                 |                     |           |                             |
| 166 | 18                 | "Испитивање"                | Ненси Малон         | Синопсис: Денис Тарнер Сценарио: Лоренс Хит                     | 11. фебруар 1987.   | DY-163    | 16.90                       |
| Мајкл је изнео Алексис нову понуду, али је она оклевала да је прихвати. Кад је Алексис дошла у болницу како би пружила подршку у вези Кристине, тамо ју је затекла Кристал. Лесли је прихватила Кристалин позив да буде у вили Карингтонових. Клеју није било драго кад је чуо да је Семи Џо позвала Стивена и Денија да живе код ње. Блејк и Кристал су сазнали да је Кристинино стање кобно и да ће морати на пресађивање срца да би преживела. |                    |                             |                     |                                                                 |                     |           |                             |
| 167 | 19                 | "Мајке"                     | Ирвинг Џ. Мур       | Синопсис: Едвард Де Бласио Сценарио: Лоренс Хит и Рита Лакин    | 25. фебруар 1987.   | DY-164    | 13.70                       |
| Кристина је пребачена у болницу у Калифорнији где чека пресађивање срца. Декс је одвео Доминик у Вајоминг где су срели његову другарицу и друга из детињства Сару и Бојда Кертиса који су касније имали саобраћајну несрећу. Сара је преживела, али је Бојд погинуо, а њихова ћерка остала мождано мртва. Пре него што је пуштен из затвора, бивши конгресмен Нил МекВејн је сазнао занимљиве податке о Адаму кога је касније потресао кад му је рекао да је прави Адам Карингтон погинуо као беба и да је он варалица. Како се Лесли преселила у вилу Карингтонових, Бен је увидео прилику да проба да се помири са ћерком. Сара Кертис је пристала да дарује ћеркино срце Кристини.Прва појава Саре Кертис. |                    |                             |                     |                                                                 |                     |           |                             |
| 168 | 20                 | "Операција"                 | Гвен Арнер          | Синопсис: Френк В. Фурино Сценарио: Лоренс Хит и Рита Лакин     | 4. март 1987.       | DY-165    | 16.50                       |
| Не желећи да остави ћерку, Сара ју је замало повукла са операције. После разговора са Дексом се предомислила па је Кристина после краћег застоја отишла на пресађивање срца. Кад му је Нил МекВејн набавио податке да није прави Адам Карингтон, Адам је испитао Алексис о отмици. После непријатног упознавања, ни Клеј ни Лесли нису били срећни кад јој је Декс понудио посао Клејеве помоћнице. |                    |                             |                     |                                                                 |                     |           |                             |
| 169 | 21                 | "Гаража"                    | Дон Медфорд         | Синопсис: Едвард Де Бласио Сценарио: Лоренс Хит и Рита Лакин    | 11. март 1987.      | DY-166    | 16.50                       |
| Кристал и Блејк су се вратили у Денвер са Кристином. Адама уопште није иживцирало сазнање да можда уопште није Карингтон. Кад је потиштена Сара покушала да се убије, Кристал ју је позвала да пређе у вилу Карингтонових што је Блејку мало засметало. Бену није било драго кад му је Лесли рекла да иде на вечеру са Клејем. Семи Џо је покушала да заведе Стивена, али није успела. Алексис се изненадила кад је видела МекВејна. |                    |                             |                     |                                                                 |                     |           |                             |
| 170 | 22                 | "Туш"                       | Ирвинг Џ. Мур       | Синопсис: Џоана Емерсон Сценарио: Лоренс Хит и Рита Лакин       | 18. март 1987.      | DY-167    | 16.80                       |
| Дејна, Алексис и Стивен су покушали да сазнају шта изазива Адамово чудно и непредвидиво понашање. Кад га је Алексис одбила, Мајкл је ушао у тал са Нилом да се освети. И Блејк и Декс су увидели да се Сара превише повезује са Кристином, али Кристал то није приметила па ју је именовала за Кристинину дадиљу. |                    |                             |                     |                                                                 |                     |           |                             |
| 171 | 23                 | "Хаљина"                    | Гвен Арнер          | Синопсис: Френк В. Фурино Сценарио: Лоренс Хит и Рита Лакин     | 25. март 1987.      | DY-168    | 18.60                       |
| Сумње на Адама су почеле да расту кад је отказао свадбу због чега је Дејна остала утучена. Бак Фалмонт се посвађао са Клејем јер се забавља са Лесли, а она је испитала Бенову повезаност са Фалмонтовима. Сара је начула Блејка како изражава своје сумње због њеног све већег везивања за Кристину па је одлучила да оде из виле, али ју је Кристал убедила да остане. Стивен и Семи Џо су наставили да се све више зближавају. |                    |                             |                     |                                                                 |                     |           |                             |
| 172 | 24                 | "Веран"                     | Ненси Малон         | Синопсис: Денис Тарнер Сценарио: Лоренс Хит и Рита Лакин        | 1. април 1987.      | DY-169    | 16.30                       |
| Кад су водили љубав, Семи Џо је остала растужена кад јој је Стивен рекао да је погрешио и да не могу да буду више од пријатеља. Декс је покушао да упозори Алексис на њеног новог пословног ортака Дирка Моријеа. Пошто је коначно увидела Сарино чудно везивање за Кристину, Кристал ју је замолила да оде из виле што је она и учинила, али је повела и Кристину са собом. |                    |                             |                     |                                                                 |                     |           |                             |
| 173 | 25                 | "Стан"                      | Дон Медфорд         | Синопсис: Едвард Де Бласио Сценарио: Лоренс Хит и Рита Лакин    | 8. април 1987.      | DY-170    | 17.40                       |
| Отета Кристина је преплашена јер је држи неуравнотежена Сара која мисли да је она њена покојна ћерка Кети. Ник је запросио Доминик. МекВејн је натерао Адама да му да податке који ће изазвати Алексис вишемилионски губитак на следећем послу, а кривица због издаје мајке је још више утукла Адама.Последња појава Мајкла Кулхејна. |                    |                             |                     |                                                                 |                     |           |                             |
| 174 | 26                 | "Признање"                  | Ирвинг Џ. Мур       | Синопсис: А. Џ. Расел Сценарио: Лоренс Хит и Рита Лакин         | 22. април 1987.     | DY-171    | 16.90                       |
| Кад се Кристина вратила породици, Блејка и Кристал су одустали од тужбе против Саре под условом да оде на лечење. Кад му је кривица због скривања тајне коначно постала претешка, Адам је признао своје право име Блејку и Алексис. Адам и Дејна су одлучили да дају својој љубави још једну прилику и одлучили су да оду из Денвера. Братанац Дирка Моријеа Гавин је стигао у Денвер и одмах је почела да га занима Алексис. |                    |                             |                     |                                                                 |                     |           |                             |
| 175 | 27                 | "Веза"                      | Дон Медфорд         | Синопсис: Френк В. Фурино Сценарио: Лоренс Хит и Рита Лакин     | 29. април 1987.     | DY-172    | 16.80                       |
| Бак Фалмонт се обратио Блејку и замолио га да натера Лесли и Клеја да престану да се виђају. Кад је Блејк одбио да се меша, Бак му је рекао да Клеј није његов син него Бенов. Џеки се вратила у Денвер у намери да помири родитеље, а Нику је рекла да се окане Доминик.Уз Кристалину помоћ, Сара је коначно прихватила да јој је ћерка мртва. Лесли је сломила вест да су она и Клеј можда полубрат и полусестра па је искалила свој бес на Бену.Гавин је извео Алексис једно вече. |                    |                             |                     |                                                                 |                     |           |                             |
| 176 | 28                 | "Игра сенки"                | Ирвинг Џ. Мур       | Синопсис: Едвард Де Бласио Сценарио: Лоренс Хит и Рита Лакин    | 6. мај 1987.        | DY-173    | 17.60                       |
| Блејк и Алексис су изненадили Адама хартијама о усвајању пре свадбе. И Клеј Фалмонт и Бен Карингтон су одлучили да оду из Денвера после брука око тога ко је отац Клеју. Доминик је коначно пристала да се уда за Ника. Декс и Гавин су се потукли због Алексис, а кад је касније Декс њој рекао да јој је живот празан, она је узрујана излетела колима са моста. После свадбе, целу породицу Карингтон је узело за таоце у вили лизе из прошлости: Метју Блајздел.Последња појава Саре Кертис, Бенџамина Карингтона, Клеја Фалмонта и Доминик Деверо. Појава Метјуа Блајздела. |                    |                             |                     |                                                                 |                     |           |                             |

### 8. сезона (1987−88)
| Бр. еп. (укупно) | Бр. еп. (у сезони) | Наслов             | Редитељ         | Сценариста                                                       | Премијера           | Прод. код | Гледаност у САД (милиони) |
| --- | ------------------ | ------------------ | --------------- | ---------------------------------------------------------------- | ------------------- | --------- | ------------------------- |
| 177 | 1                  | "Опсада (1. део)"  | Дон Медфорд     | Едвард Де Бласио                                                 | 23. септембар 1987. | DY-174    | 16.50                     |
| Пошто их и даље држи као таоце поремећени Метју Блајздел, Блејк и његова породица беспомоћно чекају док Блајзделова опседнутост за Кристал опасно расте. Кад је видео Алексисина кола у реци, тајанствени згодни мушкарац ју је извукао из реке. Џеф је тражио Фалон пошто су јој кола пронађена напуштена у пустињи и пронашао ју је онесвешћену неколико километара даље. Пошто му је дозвољен одлазак из виле како би набавио новац за Блајзделов повратак у Перу, Блејк је савладао своје чуваре и отишао по помоћ. Штитећи Лесли пошто је покушала да побегне, Декс се супротставио Метјуу. Током туче која је настала, Декс је искористио прилику и истрчао из куће на имање да тражи помоћ. Блајзделов саучесник је пиштољем пуцао и ранио га. Кад се вратио у вилу са специјалцима, Блејк се ужаснуо кад је затекао вилу празну, а остатке Кристинине лутке на поду.Поновна појава Метјуа Блајздела. |                    |                    |                 |                                                                  |                     |           |                           |
| 178 | 2                  | "Опсада (2. део)"  | Дон Медфорд     | Едвард Де Бласио                                                 | 30. септембар 1987. | DY-175    | 15.20                     |
| Метју је одвео таоце на своју бушотину "Ланкершим−Блајздел 1" и тамо их држао у кући. Декс је пребачен у болницу са озбиљним повредама, али је после операције успео да да полицији траг о томе где су таоци. Алексис је унајмила Моргана Хеса да истражи човека који ју је спасао. Фалон се пробудила у болници, али није хтела да каже Џефу за отмицу, а касније је одлучила да оде кући у Денвер. Метју је набавио динамит и минирао све око талаца. Дејна се преплашила кад јој је Адам рекао да ускоро жели дете. Џерард је рекао Џинет да је воли. Помоћу Дексовог трага, полиција је пронашла Метјуа и побила му људе. Метју је пустио све таоце сем Кристал и Блејка. Стивен је улетео у кућу, а Метју је покренуо направу у намери да побије све. На крају је Стивен убио Метјуа ножем, а Блејк зауставио направу.Последња појава Метјуа Блајздела. |                    |                    |                 |                                                                  |                     |           |                           |
| 179 | 3                  | "Последица"        | Ирвинг Џ. Мур   | Синопсис: Френк В. Фурино Сценарио: Џеф Рајдер и Френк В. Фурино | 7. октобар 1987.    | DY-176    | 15.40                     |
| Догађај на бушотини оставио је Стивена осећајно уплашеног. Адам сумња на Џефов и Фалонин повод за повратак у Денвер и на стално Дејнино мењање теме кад су у питању деца. Стивен је рекао Семи Џо да ће се преселити код ње, али само ако прихвати да никада неће бити пар. Фалон је признала шта јој се десило скептичном Џефу. Блејк је прихватио да буде кандидат на предстојећим изборима за гувернера Колорада. Алексис је пронашла свог тајанственог спасиоца. |                    |                    |                 |                                                                  |                     |           |                           |
| 180 | 4                  | "Објава"           | Дон Медфорд     | Синопсис: Френк В. Фурино Сценарио: Џеф Рајдер и Френк В. Фурино | 14. октобар 1987.   | DY-177    | 15.20                     |
| Алексисин спаситељ Шон Роуан пажљиво је проучио стари снимак са суђења за убиство Теда Динарда. Семи Џо се растужила јер њен и Стивенов однос неће имати завршетак каквом се надала. Фалон је рекла Стивену шта јој се десило у пустињи. Ствари су се захуктале између Декса и Лесли, али и Алексис и Шона. Алексисин бес због тога што су је прескочили у Блејкову корист око избора за гувернера је поново покренула њену мржњу против Блејка. Верујући да ће тиме што ће подарити Блејку унуче обезбедити себи место у породици, Адаму се срце сломило кад је сазнао да Дејна не може да има деце. |                    |                    |                 |                                                                  |                     |           |                           |
| 181 | 5                  | "Замена (1. део)"  | Ненси Малон     | Џејмс Хармон Браун и Барбара Есенстен                            | 28. октобар 1987.   | DY-178    | 13.80                     |
| Алексис је понудила Шону посао кад ју је он обавестио да напушта Денвер. Џеф је прихватио Блејков позив да му буде управник кампање, а кад се задржао на Блејковом састанку, он је морао да откаже вечеру помирења са Фалон што је још више ослабило њихов ионако крхки брак. Алексис је посветила друштво "Колби" борби против Блејковог предлога да се сачува драгоцен национални парк јер би њој биле угрожене новине. Стивен је питао Блејка да му прода екипу "Денверске монархије", а Семи Џо се одмах свидео дрчни бек Џош Харис. Мучена Адамовом жељом за потомством, Дејни се пробудила нада кад је сазнала за успешан програм заменске мајке. |                    |                    |                 |                                                                  |                     |           |                           |
| 182 | 6                  | "Замена (2. део)"  | Дон Медфорд     | Барбара Есенстен и Џејмс Хармон Браун                            | 4. новембар 1987.   | DY-179    | 14.90                     |
| Алексис је искористила своје новине како би нашкодила Блејковом предлогу тако што је тврдила да би земљу требало искористити за покретање штампарије. Дејна се састала са заступником у вези заменства. Адам је у почетку био скептичан у вези тога да му непозната жена носи дете, али се предомислио кад је упознао заменску мајку, прелепу Карен Еткинсон. Кад рад за Декса није испунио Лесли жеље, она је прихватила Алексисину понуду за посао. Џефу је посао Блејковог управника кампање наставио да заокупља време и што га је спречило да са Фалон реши тешкоће у браку. Стивен се узнемирио кад је видео Семи Џо како се љуби са Џошом. |                    |                    |                 |                                                                  |                     |           |                           |
| 183 | 7                  | "Првенац"          | Ирвинг Џ. Мур   | Синопсис: Едвард Де Бласио Сценарио: Џеф Рајдер                  | 18. новембар 1987.  | DY-180    | 13.40                     |
| Шон је одвео Алексис у брвнару на мексичкој обали тихог мора и запросио је. Реагујући на Стивеново одбацивање и презаокупљеност послом, Семи Џо се предала Џошовим набацивањима. Кад је био на скупини за подршку људима који су имали сусрете са трећом врстом, Џефу је разговор био пренеуверљив па је отишао без Фалон. Лесли је пољубила Џефа за срећу пред изборе док су Фалон и Декс посматрали тренутак повређени. Адам је одушевљен што је Карен трудна, а Дејна јој се поверила да се осећа изостављено. Карен је успела да смири Дејни страхове, али су се они вратили кад се Адам вратио кући са поклоном за Карен. На прослави поводом Блејкове победе на изборима, Адам га је обавестио да ће имати још једно унуче док је Дејна развукла свој налепши осмех само да би прикрила осећајни бол. |                    |                    |                 |                                                                  |                     |           |                           |
| 184 | 8                  | "Испит"            | Дон Медфорд     | Синопсис: Едвард Де Бласио Сценарио: Џеф Рајдер                  | 25. новембар 1987.  | DY-181    | 13.30                     |
| Присиљен да напусти вођење "Денвер−Карингтона" како би избегао сукобе у политичкој каријери, Блејк се борио да одлучи ко ће из породице најбоље водити посао, али кад је видео Стивенову одлучност у пословним стањима, Блејк га је замолио да води "Денвер−Карингтон". Лесли је искористила свађу Џефа и Фалон и кренула на Џефа. Семи Џо је лагала Стивена у вези свог односа са Џошом за кога не зна да се бори са зависношћу од кокаина. Шон се заклео да ће осветити самоубиство свог оца Џозефа и силовање сестре Кирби. Алексис је окривио за очеву смрт и заклео се да ће уништити и њу и њену породицу помоћу утицаја на њу и окретања чланова породице једних на друге. |                    |                    |                 |                                                                  |                     |           |                           |
| 185 | 9                  | "Намештаљка"       | Хари Фолк       | Џејмс Хармон Браун и Барбара Есенстен                            | 2. децембар 1987.   | DY-182    | 14.90                     |
| Дејна је невољно открила Алексис да не може да има децу јер је побацила дете у младости. Сумњајући да Дејна користи Адама да би се себично осигурала у будућности, Алексис је кренула да смишља како да је спречи да законито постане мајка Адамовом детету. Тражећи начин да минира Стивену положај у "Денвер−Карингтону", Адам је неименовано обавестио штампу о хапшењу Скипа Мејтленда због растурања дроге у Стивеновој рагби екипи. То је изазвало бруку у Блејковој кампањи. Кад се вратио из Њујорка скрхкан болом због прељубе са Лесли, Џеф се надао да ће да реши своје тешкоће са Фалон, али је она затекла њега и Лесли у завршавању пословних обавеза, то ју је убедило да им је брак готов. Забринут због слабог играња, Стивен је тражио Џошу да оде на преглед. Плашећи се да ће његова зависност бити откривена, Џош је напустио екипу. Кад је Алексис рекла Шону за Дејнин побачај, он је смислио како то да искористи у своју корист. Он је одлетео у Билингс у Монтани и састао се са једном Дејнином другарицом из школе и открио да је отац њеног побаченог детета био Адам. Алексис је позвала Кристал и Блејка на Старо-енглески вашар од ког би се средства дала за Кристалин програм за одвикавање од дроге. Очекујући да ће суноврат утицајних људи утицати на Блејкову кампању, Алексис је спремила посебно изненађење како би му минирала политичке циљеве. |                    |                    |                 |                                                                  |                     |           |                           |
| 186 | 10                 | "Вашар"            | Дон Медфорд     | Барбара Есенстен и Џејмс Хармон Браун                            | 9. децембар 1987.   | DY-183    | 15.70                     |
| Сазнавши за побачај, Шон је уценио Дејну да му да тајне податке о Карингтоновима. Шон се окренуо алкохолу и завишношћу од дроге кад је Семи Џо одбила да се уда за њега. Фалон је обавестила Џефа да ће поднети хартије за развод брака. Алексис и Шон су средили пуштање монтираног снимка на ком изгледа као да Блејк посећује јавну кућу. |                    |                    |                 |                                                                  |                     |           |                           |
| 187 | 11                 | "Нови тајкуни"     | Ирвинг Џ. Мур   | Синопсис: Френк В. Фурино Сценарио: Џеф Рајдер                   | 23. децембар 1987.  | DY-184    | 11.70                     |
| Блејк је уз Кристалину помоћ успео да скине љагу са свог имена после бруке са снимком. Током пословног пута у Јужној Африци, Декс је налетео на човека који би могао да му да податке у вези Шона Роуана. Џеф је пристао на развод од Фалон. Забринута јер није могла да добије Џоша, Семи Џо је отишла у његов стан и затекла га у несвести због прекомерне количине дроге. |                    |                    |                 |                                                                  |                     |           |                           |
| 188 | 12                 | "Расплет"          | Ненси Малон     | Синопсис: Френк В. Фурино Сценарио: Џеф Рајдер                   | 30. децембар 1987.  | DY-185    | 13.50                     |
| Семи Џо је постала потиштена због Џошове смрти, а кад је схватила да је опседнутост да буде са Стивеном спречава да има са неким присни однос, она је замолила Стивена да се исели са салаша. Дејна је попустила под Шоновом уценом и дала му податке у вези "Денвер−Карингтона". Пошто је Алексис била презаокупљена Блејковом кампањом, Шон се окренуо Лесли и провео ноћ са њом. Џеф је замолио Семи Џо да иде са њим, Денијем и М.Б.-ом за викенд на скијање. Кад је открила нови угао како да минира Блејку кампању, Алексис је сазвала вечерњу изјаву за штампу и прогласила се назависном кандидаткињом за гувернера. |                    |                    |                 |                                                                  |                     |           |                           |
| 189 | 13                 | "Изјава за штампу" | Дон Медфорд     | Синопсис: Едвард Де Бласио Сценарио: Џеф Рајдер                  | 6. јануар 1988.     | DY-186    | 13.20                     |
| Алексис је замолила Шоа да преузме друштво "Колби" да би она могла да се усредоточи на изборе. Док је била на планини у викендици са Џефом и децом, Семи Џо се пожалила на свој пропали брак и томе да не успева да буде добра мајка. Џеф је утешио Семи Џо па се између њих јавио нов однос. Дејна је коначно рекла Адаму да је он био отац детета које је побацила, а он ју је бесно оптужио да му је убила дете. Алексис је минирала Блејково појављивање у емисији па се појавила да му украде гостовање, али је Кристал ускочила место Блејка и храбро га одбранила од Алексисиних политичких увреда. Смишљајући начин како да се освети Алексис, Кристал се сетила Алексисиног кратког брака са Сесилом Колбијем пре него што је умро па се запитала да ли може да докаже да није умро природном смрћу и некако умеша Алексис. |                    |                    |                 |                                                                  |                     |           |                           |
| 190 | 14                 | "Слике"            | Хари Фолк       | Синопсис: Едвард Де Бласио Сценарио: Џеф Рајдер                  | 13. јануар 1988.    | DY-187    | 14.90                     |
| Занемарујући Блејкове приговоре, Кристал је наставила своју истрагу Алексисиног брака са Селилом Колбијем. Лесли је пратила Шона до гроба његовог оца и открила његово право име и да је син Џозеф Андерса па је искористила тај податак да га уцени да је убаци као једнаког ортака у свој план. Дејна се вратила код Адама и рекла му за Шонову уцену. Алексис се разочарала кад је затражила подршку деце у својој кампањи, а само се Адам одазвао позиву. Кад су Фалон и Декс отпутовали у Натумбе да провере уговор са друштвом "Нафта Витрон", Фалон је одлучила да претекне Стивена око уговора. Кристал је запретила да ће открити своја открића новинама ако се Алексис не повуче из избора. |                    |                    |                 |                                                                  |                     |           |                           |
| 191 | 15                 | "Хитац"            | Дон Медфорд     | Синопсис: Френк В. Фурино Сценарио: Џеф Рајдер                   | 20. јануар 1988.    | DY-188    | 16.30                     |
| Кад је Кристал сазнала да је Сесил Колби променио своју опоруку убрзо после женидбе са Алексис, она је помислила да коначно има чврсте доказе против ње. Стивен је остао надгласан па је невољно одобрио уговор са друштвом "Нафта Витрон". Шон је своју освету Алексис и Карингтоновима ставио у погон. Алексис је кренула да се предомишља у вези своје кандидатуре за гувернерку кад је један новинар алудирао на бруку у вези њеног брака са Сесилом. Током избора, Шон је случајно упуцао Алексис место Блејка. |                    |                    |                 |                                                                  |                     |           |                           |
| 192 | 16                 | "Наруквица"        | Ирвинг Џ. Мур   | Синопсис: Френк В. Фурино Сценарио: Џеф Рајдер                   | 27. јануар 1988.    | DY-189    | 14.50                     |
| Док се опорављала од рањавања, Алексис је рекла Блејку да ће се повући са избора, али после изненадног раста популарности, она се предомислила. Каренин супруг Џеси се појавио и рекао јој да он уопште није потписао хартије за развод брака због чега су по закону још у браку. Кад је Џеф помогао Семи Џо финансијски, Стивен га је упозорио да се окане његове бивше супруге. Џеф је спасао Семи Џо од покушаја силовања и схватио да се заљубљује у њу. Алексис је у својој спаваћој соби пронашла наруквицу коју је поклонила Лесли. |                    |                    |                 |                                                                  |                     |           |                           |
| 193 | 17                 | "Упозорење"        | Дон Медфорд     | Џејмс Хармон Браун и Барбара Есенстен                            | 3. фебруар 1988.    | DY-190    | 14.90                     |
| Лесли се уплашила да Алексис зна да је Шон који стоји иза Џесијевог изненадног повратка у Каренин живот вара са њом. Стивен, Фалон и Адам су остали затечени кад су сазнали да Џеф купује огромне количине деоница "Денвер−Карингтона". Адма је покушао да плати Џесију 100000 да напусти Денвер, али га је Шон захтевао да он остане у граду и убеди Карен да се бори за старатељство над дететом које Карен носи за Адама и Дејну. |                    |                    |                 |                                                                  |                     |           |                           |
| 194 | 18                 | "Адамов син"       | Ненси Малон     | Синопсис: Едвард Де Бласио Сценарио: Џеф Рајдер                  | 10. фебруар 1988.   | DY-191    | 15.00                     |
| Алексис се игра са Лесли запиткујући је о наруквици коју јој је поклонила. Џеф је дао отказ на месту Блејковог руководиоца кампање кад је Блејк изразио незадовољство његовим маневаром у "Денвер−Карингтону". Шон је порекао Алексисину оптужбу да је вара са Лесли, али она није била потпуно уверена. Кад је затекла Адама и Џесија како се туку на ходнику, Карен су почели трудови. Кад је Шон запретио Лесли, она се окренула Дексу и рекла му да зна Шоново право презиме. Декс је открио Алекис да је Шон у ствари Џозефов син. Адамова и Дејнина радост због сина кратко је трајала јер им је Карен у сузама рекла да не може да се одрекне детета. |                    |                    |                 |                                                                  |                     |           |                           |
| 195 | 19                 | "Брука"            | Ирвинг Џ. Мур   | Синопсис: Френк В. Фурино Сценарио: Џеф Рајдер                   | 2. март 1988.       | DY-192    | 11.10                     |
| Алексис је упозорила Блејка на Шонову осветољубивост. Блејк и Декс су отишли у Натумбе и открили продају оружја на црно, али су остали заробљени на танкеру. Плашећи се да ће њена веза са Џефом утицати на пријатељство са Фалон, Џеми Џо је замолила Џефа да крију своју романтику. Адам је био пресрећан кад је открио да јесте прави Адам Карингтон, али му је поново срећа кратко трајала јер му је стигла Каренина тужба у вези старатељства над дететом. Алексис је унајмила Моргана Хеса да истражи Шона и сазнала је за његову широку међународну злочиначку прошлост. Блејк и Декс су успели да побегну кад је Шон окинуо динамит на танкеру. Међутим, погрешно су претпоставили да је Шон погинуо у праску. |                    |                    |                 |                                                                  |                     |           |                           |
| 196 | 20                 | "Парница"          | Реј Дентон      | Џејмс Хармон Браун и Барбара Есенстен                            | 9. март 1988.       | DY-193    | 12.30                     |
| Блејк се вратио у Колорадо и суочио са оптужбама да је учествовао у трговину оружјем на црно. Плашећи се да ће оптужбе да му утичу на кампању, Фалон и Стивен су отишли у Натумбе како би пронашли доказ који ће скинути љагу са имена њиховог оца. Суђење око старатељства је убрзо добило нежељени преокрет. Ужаснута природом поступка, Дејна је пукла и рекла да дете треба да буде са својом мајком, Карен. Сломљеног срца, Адам је напустио њихову спаваћу собу. Кад је сазнала да су се Џеф и Фалон развели, Лесли је покушала да обнови своју везу са Џефом не знајући да се он тајно виђа са Семи Џо. Џеф и Блејк су решили своје несугласице па га је Блејк замолио да се врати на место његовог руководиоца кампање. Стивен и Фалон су се вратили у Денвер са списом који доказује да Шон стоји иза пошиљке оружја. Кристал су почеле да муче несносне главобоље, али она то крије од породице. Алексис је покушала да сакрије свој страх када су јој рекли да је тело за које су мислили да је Шоново тело Харија Трешера. |                    |                    |                 |                                                                  |                     |           |                           |
| 197 | 21                 | "Прошња"           | Дон Медфорд     | Синопсис: Френк В. Фурино Сценарио: Џеф Рајдер                   | 16. март 1988.      | DY-194    | 13.60                     |
| Лесли је открила да је ушла у сукоб са свима из породице. Алексис и Блејк су до гуше у изборина за гувернера. Џеф је запросио Семи Џо, а кад су чули вести, ни Стивену ни Фалон то није било баш драго. Дејна је коначно одлучила да напусти Адама. Карен је отишла у болницу да види дете, али је открила да је нестало. |                    |                    |                 |                                                                  |                     |           |                           |
| 198 | 22                 | "Рулет у Колораду" | Irving J. Moore | Синопсис: Едвард Де Бласио Сценарио: Џеф Рајдер                  | 30. март 1988.      | DY-195    | 16.10                     |
| Пошто је отео Адаму сина, Шон је узео Лесли за таокињу. И Блејк и Алексис су изгубили на изборима за гувернера. Лесли је успела да позове Адама, али ју је Шон ухватио и претукао, међутим, Адам је помоћу позива пронашао сина. Џеф се нашао у незгодном положају када су се стара осећања за Флаон пробудила пошто је запросио Семи Џо. Судија је доделио старатељство Карен. Блејк је открио да Кристал крије да јој није добро. Шон је уперио пиштољ у Алексис у стану, али је наишао Декс па су се потукли током чега је пиштољ опалио.Последња појава Лесли Карингтон. |                    |                    |                 |                                                                  |                     |           |                           |

### 9. сезона (1988−89)
| Бр. еп. (укупно) | Бр. еп. (у сезони) | Наслов                          | Редитељ           | Сценариста | Премијера          | Прод. код | Гледаност у САД (милиони) |
| --- | ------------------ | ------------------------------- | ----------------- | --- | ------------------ | --------- | ------------------------- |
| 199 | 1                  | "Нестала Кристал"               | Ирвинг Џ. Мур     | Синопсис: Барбара Есенстен и Џејмс Хармон Браун Сценарио: Дејвид Полсен, Барбара Есенстен и Џејмс Хармон Браун | 3. новембар 1988.  | DY-196    | 12.80                     |
| Шон је погинуо у борби са Дексом. Фалон је почела да се игра са Семи Џо кад ју је замало ухватила са Џефом у кревету кад је дошла у његов стан да пристане да се уда за њега. Пошто је Кристал нестала, Блејк је лудачки тражи јер се плаши да се њена болест погоршава. Пошто су хтели да се склоне из Денвера после Шонове смрти, Алексис и Декс су отишли у Лос Анђелес како би обновили своју везу. Адам се окренуо пијанству и избегава и породицу и Дејну. Док су тражили Кристал на њеном омиљеном месту крај језера, Семи Џо и Џеф су приметили да нешто плута на води. Кад су погледали изблиза, остали су затечени јер су открили мртваца.Последња појава Дејне Воринг и Шона Андерса. |                    |                                 |                   | |                    |           |                           |
| 200 | 2                  | "Додир Сабел"                   | Ирвинг Џ. Мур     | Синопсис: Рон Рено Сценарио: Дејвид Полсен и Рон Рено                                                          | 10. новембар 1988. | DY-197    | 12.40                     |
| За тело из јереза се испоставило да припада непознатом мушкарцу. Адам је пронашао Стивенова опроштајна писма Блејку и Семи Џо па их је спалио. Међутим, Фалон је пронашла неке несагореле комадића и посумњала на братовљеву умешаност. Кад је Декс одбио да помогне алексис да поврати своје царство, она је искористила изненадни Сабелин повратак и њеног политичког и финансијског утицајног пријатеља Хамилтона Стоуна. Алексис је убедила Стоуна да јој помогне да се домогне својих бродова у Натумбеу док је Сабел почела да смишља како да се окористи њиховим ортаклуком. Блејк је открио да Кристал у Дејтону у Охају код своје сестре од тетке Вирџиније. Кад је стигао у Дејтон, Блејк је сазнао да се Кристалино памћење вратило на дане одрастања у Дејтону и да је она поменул да бежи од некога ко хоће да је убије. Док је слушао потресен, Блејк се још више потресао кад му је Вирџинија рекла да јој је Кристал признала да је убила неког човека. |                    |                                 |                   | |                    |           |                           |
| 201 | 3                  | "Вратила се"                    | Ненси Малон       | Синопсис: Барбара Есенстен и Џејмс Хармон Браун Сценарио: Дејвид Полсен, Барбара Есенстен и Џејмс Хармон Браун | 1. децембар 1988.  | DY-198    | 10.90                     |
| Блејку је лакнуло кад је сазнао да се Кристал стање са болести побољшало, али је остао потресен јер се она не сећа ранијих неколико дана. Адам је убедио Стивенову тајницу Клер Тенисон да ради за њега у нади да ће му открити неке Стивенове тајне. Клер је једва чекала да прихвати јер је имала неке своје покварене разлоге. Пошто је Алексис у Натумбеу са Хамилтоном Стоуном, Сабел је опробала своје чари завођења на Дексу ког је само забавило њено мување. Кристал је претрпела страшну главобољу јер су разлози због којих има нападе почели да је узрујавају. Кад је сазнала од наредника Зорелија да је осумњичена за убиство, Кристал је напала Блејка што ју је лагао. Како је хтела да сазна шта се десило на језеру, Кристал је отишла тамо са Семи Џо и захтевала да јој каже истину. Кад је сазнала за тело, она је убедила Блејка да је одведе у мртвачницу да види тело. Кад су чаршави померени, Кристал није препознала лице, али кад га је Блејк препознао, он се запрепастио кад је препонао ко је у питању. |                    |                                 |                   | |                    |           |                           |
| 202 | 4                  | "Невоља са телом"               | Двајт Адер        | Синопсис: Тита Бел и Роберт Волф Сценарио: Дејвид Полсен, Тита Бел и Роберт Волф                               | 8. децембар 1988.  | DY-199    | 9.70                      |
| Адам је почео да муља код Блејка како би водио "Денвер−Карингтон" место Фалон и Џефа. Семи Џо није била задовољна што Џеф сарађује са Фалон, а ствар се додатно погоршала кад ју је он после вођења љубави назвао "Фалон". Кристал је отишла у Лос Анђелес са Блејком како би се састала са др. Хамптоном где је сазнала праву истину о својој болести. Кад је отишла са наредником Зорелијем у мртвачницу да препозна тело, Фалон је размишљала како јој мртвац изгледа познато. Кад је поделила своја размишљања са Блејком кад се вратила, оно јој је признао да младић личи на некога кога је упознао одавно. Блејк је прегледао неке слике из 1963. године на којима су он и тај човек заједно. Док је била на пријему са неким Блејковим пријатељима и сарадницима, Кристал је претрпела болну главобољу. Како се погубила, она је кренула да гађа госте тањирима, док Блејк није успео да је смири. Пошто је стигао на пријем ненајављен, наредник Зорели је обавестио Кристал да више није осумњичена за убиство јер је обдукција показала да је тело мртво више од двадесет година. |                    |                                 |                   | |                    |           |                           |
| 203 | 5                  | "Алексис у Земљи блуда"         | Ненси Малон       | Синопсис: Рон Рено Сценарио: Дејвид Полсен и Рон Рено                                                          | 15. децембар 1988. | DY-200    | 10.70                     |
| С' обзиром на мутну будућност која чека друштво "Колби", Алексис је очајнички кренула да ликвидира своју имовину и смислила је да прода хотел "Карлтон" и танкере "Витрон" јер је схватила да може да изгуби све. Кад је сазнала за Фалонину ноћ проведену са Џефом, Семи Џо се потукла са њом. Док су се рвале, оне су упале у базен са водом па потом у блато, а онда су схватиле да се туку због мушкарца ког ниједна не жели. Адам је наумио да превари Џефа тако што ће да прочита Стивенове тајне белешке у вези цевовода. Фалон је испитала Декса шта зна о вештачком језеру у ком је тело пронађено. Иако му није било лако да разговара о тој теми, Декс је признао да је језеро направљено после једног пропалог рада Блејка и породица Колби и Декстер. Сабел се одушевила кад је чула да је Хамилтон Стоун задобио Алексисино поверење. Уз помоћ Стоуновог унутрашњег знања о пословима друштва "Колби", Сабел је смислила план како да узме Алексисине танкере. Блејк је примио лоше вести телефоном од Кристалиног лекара. Кад је видела бол на његовом лицу, Фалон је улетела у библиотеку и захтевала да јој каже шта се дешава. Док је Кристал плакала у Блејковом наручју, он је замолио Фалон да окупи породицу. |                    |                                 |                   | |                    |           |                           |
| 204 | 6                  | "Свака слика прича своју причу" | Брус Билсон       | Синопсис: Барбара Есенстен и Џејмс Хармон Браун Сценарио: Дејвид Полсен, Барбара Есенстен и Џејмс Хармон Браун | 22. децембар 1988. | DY-201    | 10.30                     |
| Кад је видела слику на којој Блејк стоји са младићем из језера, Фалон је преко наредника Зорелија средила да још једном види леш. Кристал је отишла на још неке претраге како би се утврдила реаговања на нови лек. Вирџинија је дошла са Блејком и Кристал у болницу. Блејк и Вирџинија су развили посебан облик пријатељства. Пошто је спавао са Клер, Адам јој је рекао да ће најбоље бити да пронађе други посао. После испитивања, Кристал мора да промени начин живота. Семи Џо и Фалон су решиле несугласице и помириле се. Декс је замолио Џефа да му помогне да сазна нешто више о рачуновођи друштва "Колби" Фрицу Хиту. Алексис се разљутила и одржала предавање Дексу јер је несвесно продао хотел "Карлтон" Сабел. Како није могао да је уведе до леша, Зорели је одвео Фалон у своју пословницу и дао јој слику истог. Како није знала да је камера снима, Фалон је извадила слику Блејка и мртваца и упоредила их док је Зорели посматрао. Вирџинија се запрепастила изгледом виле Карингтонових кад је дошла у Денвер са Блејком и Кристал. Кад је сазнала за слику, Сабел је отишла и рекла Блејку да може да рачуна да ће му бити подршка ако прича избије на видело. Послушавши Сабелин савет да пита мајку за човека на слици, Фалон је отишла код Алексис по одговор. Кад је открила да је то Роџер Грајмс, човек са којим је варала Блејка, Алексис је оптужила Блејка да га је убио пре 25 година. |                    |                                 |                   | |                    |           |                           |
| 205 | 7                  | "Последње ура"                  | Двајт Адер        | Синопсис: Тита Бел и Роберт Волф Сценарио: Дејвид Полсен, Тита Бел и Роберт Волф                               | 5. јануар 1989.    | DY-202    | 10.80                     |
| Блејк је повеснео на Фалон јер је показала слику Роџера Грајмса Алексис. Кад је чула његово драње, Кристал није било јасно зашто њега толико брине та слика. Кад се Алексис заклела да ће натерати Блејка да плати због убиства Роџера Грајмса, Декс је био убеђен да она и даље гаји нека осећања према Роџеру. Пошто је одлучио да више не буде Алексисина играчка, она је доша у љубавну посету код Џоане Силс, Сабелине личне помоћнице. Док је била у једном сиромашнијем делу града са Семи Џо и Вирџинијом, Кристал је гледала како да помогне сиромашнима. Кад је на њих насрнуо неки са ножем, Вирџинија га је тако свирепо напала да је Семи Џо помислила да се она разуме у уличарство више него што жели да људи мисле. Кристал је речено да јој је једина прилика операција са слабим изгледом за преживљавање. Алексис се запрепастила кад је открила да јој је Хамилтон Стоун извукао само два брода из Натумбеа. Кад је сазнала за Алексисину освету Блејку, Кристал јој је упала у стан. Кристал јој је запретила да ће искористити своју болест као оправдање да је убије ако настави са плановима да оптужи Блејка за убиство Роџера Грајмса. |                    |                                 |                   | |                    |           |                           |
| 206 | 8                  | "Удаја"                         | Џери Џејмсон      | Синопсис: Тита Бел и Роберт Волф Сценарио: Дејвид Полсен, Тита Бел и Роберт Волф                               | 12. јануар 1989.   | DY-203    | 10.80                     |
| Кристал је пристала на операцију, али тек кад јој је Блејк невољно потписао хартије за развод брака и опоруку како би био обезбеђен ако операција не успе. Вирџинија је рекла Кристал за своју тешку младост кад ју је мајка оставила. Кристал је позвала Сабел на вечеру па је њихово пријатељство наставило да расте. Фалон су наставили да муче снови о Роџеру Грајмсу. Декс је унајмио друга из Вијетнама Пејнтера да истражи рачуновођу друштва "Колби". Кристал је препознала једног човека са пријема Гибсона као човека кога је видела да излази из језера у свом ружном сну. Плашећи се да ће Кристал сабрати два и два, Сабел је рекла Гибсону да прекине са својим зарањањима у језеро јер је због њега случајно испливало тело Роџера Грајмса. Мислећи да је открио тајни пролаз под водом, Гибсон није хтео да одустане од својих истраживања. Вирџинија је јако чудно реаговала кад се срела са Дексом. После обнове брачних завета, Блејк је био присиљен да откаже свој и Кристалин други медени месец јер су морали брзо да иду у Швајцарску да би КРистал могла на јако опасну операцију. |                    |                                 |                   | |                    |           |                           |
| 207 | 9                  | "Џинџер пуца"                   | Кејт Свофорд Тили | Синопсис: Клод Вејр Сценарио: Дејвид Полсен и Клод Вејр                                                        | 26. јануар 1989.   | DY-204    | 10.40                     |
| Операције је оманула, а Кристал остала у коми и највероватније се неће будити. Сломљени Блејк се вратио у Денвер. Семи Џо је напао у коњушници "Делта Роа" тајанствени човек који се туда шуњао, али је изгубио нож са посветом "Свом ортаку с' љубављу. Еди". Семи Џо је спавала са Џефом. Још нова је нестало са рачуна друштва "Колби", али Фриц тврди да све држи у својим рукама. Блејк и Декс су разговарали о томе шта ће са тајном. Наводно су пре много година, Том Карингтон, Сем Декстер и Џејсон Колби имали једно омање друштво на месту на ком је сад језеро. Једна озбиљна ствар их је натерала да се закуну да ће све држати у тајности, али је откриће Роџера Грајмса то почело да отежава. Фалон је спавала са Џоном Зорелијем. Џеф је почео да алудира да је Сабел дошла у Денвер како би заузела Кристалино место. Вирџинија је сетила Декса ко је она. |                    |                                 |                   | |                    |           |                           |
| 208 | 10                 | "Несрећа у Делти"               | Двајт Адер        | Синопсис: Дон Хекмен Сценарио: Дејвид Полсен и Дон Хекмен                                                      | 2. фебруар 1989.   | DY-205    | 10.70                     |
| После страственог вођења љубави, Зорели почиње да сумња да Фалон само хоће да утиче на њега да затвори случај Роџера Грајмса. Пошто је Вирџинија излетела из Дексове собе и оставила за собом слику на којој су заједно из срећних времена, он је остао затечен необичинм током догађаја. Блејк је наредио Зорелију да се окане Фалон. Како би избегао откриће породичне тајне, Блејк је одлучио да преузме кривицу за Грајмсово убиство. Фалон је нставило да прогони сећање на Грајмса. Сабел је открила да је Гибсону остао нож у коњушници. Кад се састала са Гибсоном, она га је упозорила да оде из Денвера или ће искусити њен бес. Зорели је примио слику Блејка и Грајмса што му је доказалао да Блејк зна више него што говори. Кад је сазнала да је Хит редовни коцкар у коцкарници њеног пријатеља, Сабел га је пратила тамо. Кад је открила да га је и Декс пратио, она је искористила прилику да се игра са Дексом. Кад се он примио, Сабел га је хладно одбила. Док је била сама у коњушници, Семи Џо је чула неке звуке и узела пушку да провери шта је, а онда ју је Гибсон заскочио и током рвања зарадио метак. Док се Гибсон извлачио из коњушнице, букнуо је пожар и заробио Семи Џо унутра. |                    |                                 |                   | |                    |           |                           |
| 209 | 11                 | "Танкери, прилика за срећу"     | Кејт Свофорд Тили | Синопсис: Роберто Лојдермен Сценарио: Дејвид Полсен и Роберто Лојдермен                                        | 9. фебруар 1989.   | DY-206    | 7.00                      |
| Џеф је извукао Семи Џо из коњушнице у пламену, а Гибсон је приведен. Семи Џо је препознала Гибсона као човека ког је Кристал видела у својим ружним сновима. Блејк брине да је Гибсон умешан у покушај откривања његове породичне тајне. Декс је послао Вирџинији писмо објашњавајући своју страну приче, а она га је поцепала, али га је после поново саставила и плакала док га је читала. Блејк је дао Дексу звучни запис и списе у вези њихове тајне на чување. Плашећи се да Сабел придобија Декса, Алексис је поново распламсала његову страст. Алексис се уплашила да план да обезбеди своје бродове у Натумбеу не иде како треба. Адам је њушкао по Вирџинијиној соби и открио Дексово писмо, а потом је завео и задобио њено поверење. Гибсон је припретио Сабел да га извуче из затвора. Зорели је упао у вилу Карингтонових и оптужио Блејка да га је скинуо са случаја Грајмс. Блејк је то порекао и избацио га напоље. Разапета између оца и љубавника, Фалон је отишла за Зорелијем. Сабел је терорисала Алексис тиме што јој је зауставила све послове у Натумбеу и преузела танкере. |                    |                                 |                   | |                    |           |                           |
| 210 | 12                 | "Све је на Дексу"               | Двајт Адер        | Синопсис: Дон Хекмен Сценарио: Дејвид Полсен и Дон Хекмен                                                      | 16. фебруар 1989.  | DY-207    | 10.60                     |
| Раздражена јер јој је Сабел преузела бродове, Алексис је унајмила једног Адамовог мутног пријатеља, згодног и тајновитог Креја Бојда, да их врати. Кад је налетела на Хамилтона Стоуна у хотелу "Карлтон", Алексис му је рекла да ће јој платити јер ју је преварио. Заплашен претњама, Стоун је указао на штету коју би могла да начини. Семи Џо је побркао са једном шеснаестогодишњакињом саветник за адолесценте Танер МекБрајд. Кад се извинио и постидео, Танеру се свидела Семи Џо. Зорели је разговарао са својим капетаном о још једној прилици, али га је овај хладно одбио. Декс је почео да сумња да његова и Алексисина веза може да преживи. Џеф је укорио Адама јер је занемарио оданост Блејку. Запањен његовим ставом, Адам је насрнуо на Џефа. После неколико размењених удараца, Адам је избацио Џефа из куће. Блејк је разговарао са Гибсоном и рекао да ће да му помогне ако каже ко га је послао, а Гибсон му је рекао да га је послала Сабел. Пошто је оптужио Сабел да ради за Џејсона, Блејк се издрао на њу. Пре него што је Сабел стигла да објасни, Алексис их је прекинула у свађи и заклела се да ће обоје да их уништи. Сабел је пронашла разлог за славље јер је Џоана сазнала да јој Фриц Хит дугује више од двеста хиљада долара. Декс је ушао у току Сабелиног славља, а она му се бацила у наручје што је и њега и Џоану изненадило. |                    |                                 |                   | |                    |           |                           |
| 211 | 13                 | "Вирџинија одлучује"            | Брус Билсон       | Синопсис: Барбара Есенстен и Џејмс Хармон Браун Сценарио: Дејвид Полсен, Барбара Есенстен и Џејмс Хармон Браун | 23. фебруар 1989.  | DY-208    | 10.30                     |
| Сабел се састала са Блејком и Дексом и објаснила да је претраживала језеро да би открила шта је њен бивши супруг Џејсон толико хтео да сакрије тамо и уверила их је да није имала појма да би Блејку и Дексу могло да штети откриће тајне која лежи тамо. Декс је био заголицан њеном искреношћу. Семи Џо је помогла Танеру МекБрајду да од службених лица добије привремено старатељство над том одбеглом адолесценткињом. Као захвалност на труду, Танер јој је донео ружу и посетницу са бројем телефона да га позове ако буде желела да разговара. Сабел је запретила Хиту да ће открити његову проневеру у друштву "Колби" ако јој не набави штетна податке о Алексис. Декс је открио да је Адам искористио Вирџинију кад је прочитао писмо које је он написао па је разјарен напао Адама и запретио да ће га убити. Љубоморна на Дексово занимање за Сабел, Џоана је прихватила Адамову понуду за боље упознавање. Радећи на своју руку, Зорели је умножио карту језера узету од Гибсона. Фалон је открила слику себе како држи Блејкову слику коју је Зорели направио па је посумњала да је користи како би добијао податке о Блејку. Блејк је растужила Вирџинијина одлука да оде из Денвера. Сабел је забавила Хитов захтев за 5 милиона долара у замену за податке о Алексис, а она је он потегао пиштољ и махао живчано њиме на њу. |                    |                                 |                   | |                    |           |                           |
| 212 | 14                 | "Кућа пропалог сина"            | Алан Мајерсон     | Синопсис: Рон Рено Сценарио: Дејвид Полсен и Рон Рено                                                          | 2. март 1989.      | DY-209    | 10.00                     |
| Сабел је успела да одржи хладнокрвност и смири Хита како би могли да разговарају, а она је пристао и кад се смирио, рекао јој је како може да уништи друштво "Колби". Кад је Хит отишао, Сабел је остала потресена због блиске сусрети са смрћу па је отишла код Декса јер јој је требало да буде са неким. Блејк је испитао Декса шта је Адам то урадио да је Вирџинија одлучила да иде, а кад је чуо шта, он је избацио Адама из куће јер се плаши да му породица измиче. Алексис је отишла у Париз да провери Бојдову акцију, а тамо јој се свидео Бојд. Фалон се преселила код Семи Џо. Зорели је тражио од Фало нда му објасни што је одједном тако хладна према њему. Џоана је напала Сабел што се испречава између ње и Декса због чега је ова почела да испитује њену оданост. Џоана је покушала да заведе Декса, али ју је он одбио. Сабел је дошла код Декса да му се извини за проведену ноћ и рекла му да поштује његову љубав према Алексис. Иако су љубазно наваљивали да им та ноћ није значила ништа, у себи су осетили горећу жудњу, а како нису могли да се суздрже, они су отшили у њену собу где су страствено водили љубав. Пре него што је Бојд отишао на свој задатак, Алексис се предала својој пожуди и пала му у загрљај. |                    |                                 |                   | |                    |           |                           |
| 213 | 15                 | "И син се уздиже"               | Рон Сатлов        | Синопсис: Роберто Лојдерман Сценарио: Дејвид Полсен и Роберто Лојдерман                                        | 16. март 1989.     | DY-210    | 9.40                      |
| Видевши пропадање "Денвер−Карингтона", Блејк је поново преузео управу, а први чин му је био отказ Адаму. Ценивши Џоанино знање о Сабелиним пословима, Адам је покушао да је смува да ради за њега и Алексис. Сабел је видела кад је он ушао у њену собу што је потврдило њене сумње на Џоанину оданост. Зорели је схватио да је Фалон видела слику Блејка и Грајмса до које је дошао и да је зато тако изненада постеле непријатељски настројена према њему. Сабел је питала Декса да ли би се окреуно против Алексис ако би она наставила да смишља освету Блејку. Танер МекБрајд је свратио до коњушница "Делта" како би направио Семи Џо и Фалон вечеру, а Фалон је приметила да се он очигледно свиђа Семи Џо. Сабелина ћерка Моника је дошла у Денвер у посету мајци. Знајући да Џоани више не може да верује, Сабел је убедила Монику да остане у Денверу и помогне јој да уништи Алексис. Зорели је рекао Фалон да је воли и да уопште није хтео да је користи против Блејка. Збуњена својим осећањима према њему, Фалон му је ударила шамар и рекла да иде, а он јој је понудио једини примерак слике како би јој доказао да је не искоришћава. Џоана је прихватила Адамову понуду да ради за Алексис. Џеф је показао Блејку чланак у Алексисиним новинама у којима у којим се моли за било који податак о Роџеру Грајмсу, а Блејке је још чвршће одлучио да заустави Алексис једном за свагда. |                    |                                 |                   | |                    |           |                           |
| 214 | 16                 | "Грајмс и казна"                | Ненси Малон       | Синопсис: Тита Бел и Роберт Волф Сценарио: Дејвид Полсен, Тита Бел и Роберт Волф                               | 23. март 1989.     | DY-211    | 10.90                     |
| Џоана је пристала да каже Адаму све што зна о Сабел у замену за његову заштиту. Кад се Алексис вратила у Денвер, Блејк ју је напао због чланка у ком се моли за податак о Роџеру Грајмсу, али она је остала при своме да он плати за Грајмсово убиство. Плашећи се да би Алексис могла да набави налог за претрагу језера, Блејк је замолио Декса да зарони доле и побрине се да све што је тамо скривено тако и остане. Зорели је обећао свом надређеном капетану Хендлеру да ће одустати од случаја Грајма па је враћен на посао. Сабел је била пресрећна што се Моника доселила код ње, али срећа јој је кратко трајала јер су је Алексис и Адам обавестили да су јој танкери уништени чиме је она још чвршће одлучила да уништи Алексис. Семи Џо је понудила Танеру признаницу да његов дом за одбегле адолесценте јер јој је постао много драг, али не зна да је он заузет. Блејк је отишао у коњушнице "Делта" како би се помирио са Фалон и пронашао је слику коју јој је Зорели оставио чиме му је сва вера у Фалон била уништена па је бесан отишао. Декс је отишао у поткровље код Алексис да разговарају о њеној освети Блејку. Како му је на челу писало да је крив, она је схватила да је спавао са Сабел што ју је сломило па га је избацила напоље. Како је очигледно рат букнуо између Алексис и Сабел, Моника је покушала да убеди Џефа да буде уз Сабел. Алексисину жалост поводом губитка Декса отерао је Адам када јој је рекао да је пронашао човека који зна ко је убио Грајмса. Елсворт Чизолм је рекао Алексис да је видео Блејка како односи Грајмсово тело из рудника у коме је радио. |                    |                                 |                   | |                    |           |                           |
| 215 | 17                 | "Греси оца"                     | Брус Билсон       | Синопсис: Барбара Есенстен и Џејмс Хармон Браун Сценарио: Дејвид Полсен, Барбара Есенстен и Џејмс Хармон Браун | 30. март 1989.     | DY-212    | 10.30                     |
| Алексис је остала осећајно сломљена Дексовом прељубом са Сабел па је послала Адама да се помири са Блејком како би имала своје очи и уши у његовом табору. Блејк и Сабел су се помирили. Адам се састао са Чизолмовом унуком Феникс која му је рекла да се још нешто тајно радило у руднику. Алексис је бунарила по кутији са стварима Роџера Грајмса и открила слику коју јој је био поклонио. Сабел је после видела слику и схватила каква је Блејкова тајна. Блејк је рекао САбел и Дексу да је под језером нацистичко благо у виду драгоцених уметнина које је случајно пронашао његов отац. Блејк се заклео да ће чувети благо и умешаност његовог оца у тајности како се не би укаљало породично име. Блејк им је рекао да је његов отац убио Грјамса јер је откиро благо и хтео да се обогати њиме. Семи Џо се ражалостила кад је открила да је Танер МекБрајд свештеник. Адам је рекао Блејку и Алексис да има сведока који је видео убиство Грајмса. Фалон је схватила и да је њен деда Том у њеним ружним сновима, а Зорелију је рекла да се сећа да ју је деда водио у неке тамне пролазе. Декс је заронио у језеро и открио да је улаз у рудник отворен, а Зорели га је гледао са обале. |                    |                                 |                   | |                    |           |                           |
| 216 | 18                 | "Прича о траци"                 | Двајт Адер        | Синопсис: Роберто Лојдерман Сценарио: Дејвид Полсен и Роберто Лојдерман                                        | 13. април 1989.    | DY-213    | 10.60                     |
| Блејк и Џеф су остали затечени кад се Декс вратио и рекао им да је улаз под језером широм отворен. Кад се вратио са јазаре, Џеф је затекао Семи Џо како га чена на кревету. Блејк је замолио Сабел да проба да сазна да ли Алексис нешто зна о несталом благу. Како је набавила резервни кључ Алексисине собе, Сабел је сачекала право време да се ушуња и узме слику коју је Роџер Грајмс украо из скривеног нацистичког блага. Алексис је рекла капетану Хендлеру за сведока убиства Роџера Грајмса, али он није био вољан ни са њим да отвара поново случај. Зорели је добио податак од Фалон у вези ујака Блејкове полусестре Доминик Деверо. Док је био код Доминикиног ујака Чарлса Метјуса, Зорели је озвучио кућу и сазнао да он зна више о Грајмсовом убиству него што говори. Џеф је упозорио Блејка да се Сабел не може веровати. Савезни шерифи су упали у собу код Алексис како би запленили тснимке из друштва "Колби", а Сабел је покренула своју тужбу како би бацила Алексис на колена, а Алексис ју је упозорила да и она зна неке тајне и да се не плаши да их открије па је отишла у Швајцарску како би заштитила своју имовину. Адам је звао Блејка и рекао му где може да нађе Елсворта Чизолма. Док је Фалон причала Зорелију за свог деду и рудник под језером, није знала да се њен разговор снима. Чизолм се договорио са Блејком да му каже све што зна о руднику под језером, а неко их је посматрао кроз отшкринута врата. Адам је стигао таман кад је Блејк кренуо по новац за Чизолма, а кад је ушао у стан Адам је пронашао Чизолма мртвог.                                      |                    |                                 |                   | |                    |           |                           |
| 217 | 19                 | "Нема ту костију"               | Мајкл Ленг        | Синопсис: Тита Бел и Роберт Волф Сценарио: Дејвид Полсен, Тита Бел и Роберт Волф                               | 20. април 1989.    | DY-214    | 10.90                     |
| Сумњајући да је Блејк убио Чизолма, капетан Хендлер је вратио Зорелија на случај упркос његовом веровању да је Блејк невин. Блејк је оптужио Адама да му је сместио да би изгледало као да је он убио Чизолма. Кад је сазнала да је Алексис дала своју слику на процену, Сабел је убедила процењивача да јој каже да слика не вреди ништа и сазнала да неко тражи једну слику Фредерика Штала. Адам је средио да хотелски фотограф слика Монику и Џефа заједно. Чарлс Метјус је упозорио Блејка да их је Зорели испитивао. Кад је Блејк рекао Фалон да ју је Зорели искористио да би дошао до Метјуса, њена љубав према Зорелију се распала. Танера су осећања према Семи Џо натерала да поразмисли о свом завету цркви. Када је нашао нацрт свог оца који је Метјус бацио, Блејк је открио да је то нацрт тунела који воде до подрума виле. Адам је посетио ожалошћену Феникс Чизолм, а она му је уналету беса рекла да је њен деда знао за тунеле под Блејковом вилом.Кад су набавили опрему за откривање тулена, Џеф, Декс и Блејк су почели да претражују подрум како би нашли указ у тунел, а кад су га пронашли, у њему су пронашли и људски костур. |                    |                                 |                   | |                    |           |                           |
| 218 | 20                 | "Ево га син"                    | Џери Џејмсон      | Синопсис: Барбара Есенстен и Џејмс Хармон Браун Сценарио: Дејвид Полсен, Барбара Есенстен и Џејмс Хармон Браун | 27. април 1989.    | DY-215    | 9.10                      |
| Костур је откривен закопан под подрумом виле. Блејк је постао убеђен да је онај који је тражио благо убио Елсворта па је дао Дексу и Џефу недељу дана да се састану са удовицом Роџера Грајмса Емили пре него што открије њихову замршену тајну полицију. Како би доказао верност Фалон, Зорели је дао отказ у полицији. Танер и Семи Џо имају неописиву жељу да буду заједно. Сабел је открила да је трудна, али није могла да каже Дексу да ће постати отац. Фалон је одлучила да се пресели у напуштену викендицу на Блејковом имању. Адам је монтирао слику Монике и Џефа коју је добио како би изгледало да су у родоскрвној вези, а онда ју је послао љигавом таблоиду на објављивање. Џеф се разбеснео, упао у редакцију и напао извештача, а фотограф је забележио напад. Фалон је препознала успаванку коју је Кристина певала. Кад је почела да живи у викендици, успаванка је почела да је прогони. Плашећи се да се ум не поиграва њоме, Фалон се учинило као да је видела Роџера Грајмса да је гледа кроз прозов. У очајничкој потрази за одговорима, Блејк је отишао да се види са Феникс Чизолм, али је она одбила да га пусти унутра чиме је настала бука коју су суседи чули и препознали Блејка као човека који је био са Елсвортом пре него што је убијен. Емили Грајмс је рекла Џефу и Дексу да је Роџер имао сина Дениса, а кад су видели његову слику, они су остали потерсени колико он личи на Роџера. Фалон је кроз прозор викендице гледао Денис Грајмс па је мобилним телефоном обавестио капетана Хендлера да им план успева.                                                        |                    |                                 |                   | |                    |           |                           |
| 219 | 21                 | "Бљесак из прошлости"           | Дејвид Полсен     | Синопсис: Тита Бел и Роберт Волф Сценарио: Дејвид Полсен, Тита Бел и Роберт Волф                               | 4. мај 1989.       | DY-216    | 9.40                      |
| Моника је сазнала од Алексис да Џејсон није њен отац. Огромна свађа је избила између Алексис и Сабел. Фалон је схватила да је као мала убила Роџера Грајмса да би га спречила да јој убије мајку. |                    |                                 |                   | |                    |           |                           |
| 220 | 22                 | "Пат положај"                   | Дејвид Полсен     | Семјуел Џ. Пеловиц                                                                                             | 11. мај 1989.      | DY-217    | 10.80                     |
| Кад је Блејку и Џефу сместио подмићени полицајац, Блејк је на крају примио метак. Фалон и Кристина су остале заробљене у руднику који је почео да се урушава. Алексис и Декс су пали са балкона у хотелу "Карлтон".Последња појава Фарнсворта Декстера, Монике Колби и Сабеле Колби. |                    |                                 |                   | |                    |           |                           |

## На окупу
| Бр. еп. | Наслов        | Редитељ       | Сценариста                                                   | Премијера         | Прод. код | Гледаност (милиони) |
| --- | ------------- | ------------- | ------------------------------------------------------------ | ----------------- | --------- | ------------------- |
| 1 | "Први део"    | Ирвинг Џ. Мур | Ричард и Естер Шапиро, Едвард ДеБласио, Ајлин и Роберт Полок | 20. октобар 1991. | 101       | 23.00               |
| Блејк је помилован и пуштен из затвора, а Кристал је пуштена из швајцарске болнице па су се њих двоје поново спојили после две и по године. Фалон је у Калифорнији где живи са Мајлсом Колбијем поново. Стивен живи у Вашингтону са својим дечком Бартом Фалмонтом. Семи Џо се бави манекенством у Њујорку. Алексис је у вези са пословним човеком Џеремијем ван Дорном. Џереми је члан мутног удружења "Конзоцријум" који је преузео управљање над "Денвер−Карингтоном". Џефа Колбија је отео "Конзорцијум". |               |               |                                                              |                   |           |                     |
| 2 | "Други део"   | Ирвинг Џ. Мур | Ричард и Естер Шапиро, Едвард ДеБласио, Ајлин и Роберт Полок | 20. октобар 1991. | 101       | 23.00               |
| Адам је разговарао са Џефом и схватио шта "Конзорцијум" намерва. Касније се срео са Кирби, а она је заказала вечеру коју је он искористио да јој каже оно што му је Џеф рекао. Док је била у Швајцарској, др. Џобинет је програмирао Кристал да убије Блејка. |               |               |                                                              |                   |           |                     |
| 3 | "Трећи део"   | Ирвинг Џ. Мур | Ричард и Естер Шапиро, Едвард ДеБласио, Ајлин и Роберт Полок | 22. октобар 1991. | 102       | 20.30               |
| Адам и Кирби су спасили Џефа. Кристал је покушала да убије Блејка, али је њена љубав према њему била јака па се одупрла програмирању "Конзорцијума". |               |               |                                                              |                   |           |                     |
| 4 | "Четврти део" | Ирвинг Џ. Мур | Ричард и Естер Шапиро, Едвард ДеБласио, Ајлин и Роберт Полок | 22. октобар 1991. | 102       | 20.30               |
| Преузимање "Денвер−Карингтона" од стране "Конзорциума" није било по закону па је управљање враћено Блејку. Џереми ван Дорн је још једанпут покушао да преузме управљање над "Денвер−Карингтоном" и друштвом "Колби" тако што је покушао да угуши Алексис плином, али њу је спасио Адам. Фалон се вратила Џефу оставивши Мајлса. Кристал је направила породичну вечеру на којој им се и Алексис придружила. Блејк је наздравио њиховим породичним односима, упркос ранијим противништвима.                     |               |               |                                                              |                   |           |                     |